# Liste der Kulturdenkmale der Lübecker Altstadt (H–L)
- Karte mit allen Koordinaten:
- OSM |
- WikiMap

Die Liste der Kulturdenkmale in der Lübecker Altstadt umfasst Kulturdenkmale im Stadtteil Altstadt der Hansestadt Lübeck (Gemarkung Lübeck, Innere Stadt) (Stand: 7. November 2024). Aufgrund der großen Anzahl von Kulturdenkmalen ist die Liste aufgeteilt in die:
- Liste der Kulturdenkmale der Lübecker Altstadt (A–D)
- Liste der Kulturdenkmale der Lübecker Altstadt (E–G)
- Liste der Kulturdenkmale der Lübecker Altstadt (H–L)
- Liste der Kulturdenkmale der Lübecker Altstadt (M–Z)

Die Bodendenkmale sind in der Liste der Bodendenkmale in Lübeck aufgeführt.

## Legende und Hinweise
In den Spalten befinden sich folgende Informationen:
- Objekt-ID: die Nummer des Kulturdenkmales
- Lage: die Adresse des Kulturdenkmales und die geographischen Koordinaten. Kartenansicht, um Koordinaten zu setzen. In der Kartenansicht sind Kulturdenkmale ohne Koordinaten mit einem roten Marker dargestellt und können in der Karte gesetzt werden. Kulturdenkmale ohne Bild sind mit einem blauen Marker gekennzeichnet, Kulturdenkmale mit Bild mit einem grünen Marker.
- Offizielle Bezeichnung: Bezeichnung des Kulturdenkmales
- Beschreibung: die Beschreibung des Kulturdenkmales
- Bild: ein Bild des Kulturdenkmales

In der Liste sind folgende Arten von Kulturdenkmalen erfasst: Bauliche Anlagen, Sachgesamtheiten, Mehrheit von baulichen Anlagen, Gründenkmale sowie Teile von baulicher Anlage. Bauliche Anlagen sind nicht entsprechend gekennzeichnet. Sachgesamtheiten und Mehrheiten von baulichen Anlagen sind einzeln erfasst sein mit der Angaben aus welchen Teilen sie bestehen. Zusätzlich können Teil davon als Bauliche Anlage erfasst sein, diese sind ebenfalls als „Teil von“ gekennzeichnet.

## Hartengrube
Im Marien Quartier.
| Objekt-ID | Lage                                                                | Offizielle Bezeichnung          | Beschreibung | Bild                             |
| --------- | ------------------------------------------------------------------- | ------------------------------- | --- | -------------------------------- |
| 539       | Hartengrube 5 (53° 51′ 43″ N, 10° 41′ 0″ O)                         | Renaissance-Backsteingiebelhaus | Schutzumfang: Auf das gesamte Gebäude - Renaissance-Backsteingiebelhaus aus der 2. Hälfte des 16. Jh. - Schutzgrund: wissenschaftlich, geschichtlich, städtebaulich, Kulturlandschaft prägend | weitere Fotos \| Fotos hochladen |
| 540       | Hartengrube 6–8 (53° 51′ 43″ N, 10° 40′ 59″ O)                      | Bürgerhaus                      | Schutzumfang: Auf das Äußere des Gebäudes insbesondere die Fassade sowie Inneres der östlichen Haushälfte (Nr. 6) - Bürgerhaus mit Renaissance-Treppengiebel des späten 16. Jh. - Schutzgrund: geschichtlich, wissenschaftlich, städtebaulich, Kulturlandschaft prägend                                                                                                 | weitere Fotos \| Fotos hochladen |
| 541       | Hartengrube 9/Rademacher Gang 10, 11 (53° 51′ 42″ N, 10° 40′ 59″ O) | Bude                            | Schutzumfang: Auf das gesamte Gebäude - eingeschossige Bude im westlichen Nebengang vom Rademachergang - Schutzgrund: geschichtlich, wissenschaftlich, städtebaulich, Kulturlandschaft prägend | BW                               |
| 543       | Hartengrube 9/Rademacher Gang 12, 13 (53° 51′ 42″ N, 10° 40′ 59″ O) | Bude                            | Schutzumfang: Auf das gesamte Gebäude - eingeschossige Bude im westlichen Nebengang vom Rademachergang - Schutzgrund: geschichtlich, wissenschaftlich, städtebaulich, Kulturlandschaft prägend | BW                               |
| 546       | Hartengrube 9/Rademacher Gang 14, 15 (53° 51′ 41″ N, 10° 40′ 58″ O) | Bude                            | Schutzumfang: Auf das gesamte Gebäude - Eingeschossige Bude im westlichen Nebengang vom Rademachergang. Zweigeschossiges Fachwerkgebäude, das den westlichen Nebengang vom Rademachergang nach Süden abschließt - Schutzgrund: geschichtlich, wissenschaftlich, städtebaulich, Kulturlandschaft prägend                                                                 | BW                               |
| 547       | Hartengrube 10 (53° 51′ 44″ N, 10° 40′ 59″ O)                       | Wohnhaus                        | Schutzumfang: Auf das gesamte Gebäude - bestehend aus Wohnhaus mit zwei Seitenflügeln sowie nördlichem Anbau zweigeschossiges Wohnhaus mit je einem zweigeschossigen Seitenflügel nach Süden (straßenseitig) und Norden (hofseitig) sowie je einem Anbau an diese - Schutzgrund: Kulturlandschaft prägend, geschichtlich, städtebaulich                                 | BW                               |
| 548       | Hartengrube 11 (53° 51′ 43″ N, 10° 40′ 59″ O)                       | Traufenhaus                     | Schutzumfang: Auf das gesamte Gebäude - Rokoko-Haustür mit Oberlicht von 1765; Traufenhaus - Schutzgrund: Kulturlandschaft prägend, geschichtlich, wissenschaftlich, städtebaulich | weitere Fotos \| Fotos hochladen |
| 549       | Hartengrube 12 (53° 51′ 44″ N, 10° 40′ 58″ O)                       | Bürgerhaus                      | Schutzumfang: Auf das Äußere sowie erhaltenswerte Teile im Inneren - Bürgerhaus, zweigeschossig, mit Dreiecksgiebel - Schutzgrund: Kulturlandschaft prägend, geschichtlich, wissenschaftlich, städtebaulich | weitere Fotos \| Fotos hochladen |
| 2588      | Hartengrube 13/Krusen Hof 6 (53° 51′ 41″ N, 10° 40′ 57″ O)          | Ganghaus                        | Schutzumfang: Äußere des Gebäudes und konstruktive Teile im Inneren - Ganghaus, 1872 zusammen mit weiteren Ganghäusern im Kruses Gang (Nr. drei 6, 10, 11) einheitlich auf älteren Grundmauern des 16. Jh. neu erbaut - Schutzgrund: geschichtlich, Kulturlandschaft prägend, städtebaulich                                                                             | BW                               |
| 550       | Hartengrube 18/Schwans Hof 2 (53° 51′ 44″ N, 10° 40′ 57″ O)         | Kleines Ganghaus                | Schutzumfang: Auf das Äußere des Gebäudes - Kleines Ganghaus mit Dacherker in „Schwans Hof“ - Schutzgrund: Kulturlandschaft prägend, geschichtlich, wissenschaftlich, städtebaulich | BW                               |
| 551       | Hartengrube 18/Schwans Hof 3 (53° 51′ 44″ N, 10° 40′ 57″ O)         | Kleines Ganghaus                | Schutzumfang: Das Äußere des Gebäudes und erhaltenswerte Teile im Inneren (konstruktives Gerüst bestehend aus Fachwerkwänden; Balkenlagen in den Geschossen; Dachkonstruktion sowie Treppenanlage). - Kleines Ganghaus mit Dacherker in „Schwans Hof“ - Schutzgrund: geschichtlich, wissenschaftlich                                                                    | BW                               |
| 552       | Hartengrube 18/Schwans Hof 4 (53° 51′ 44″ N, 10° 40′ 57″ O)         | Kleines Ganghaus                | Schutzumfang: Auf das Äußere des Gebäudes - Kleines Ganghaus mit Dacherker in „Schwans Hof“ - Schutzgrund: Kulturlandschaft prägend, geschichtlich, wissenschaftlich, städtebaulich | BW                               |
| 553       | Hartengrube 18/Schwans Hof 5 (53° 51′ 44″ N, 10° 40′ 57″ O)         | Kleines Ganghaus                | Schutzumfang: Auf das Äußere des Gebäudes - Kleines Ganghaus mit Dacherker in „Schwans Hof“ - Schutzgrund: Kulturlandschaft prägend, geschichtlich, wissenschaftlich, städtebaulich | BW                               |
| 554       | Hartengrube 18/Schwans Hof 6 (53° 51′ 44″ N, 10° 40′ 57″ O)         | Kleines Ganghaus                | Schutzumfang: Auf das Äußere des Gebäudes - Kleines Ganghaus mit Dacherker in „Schwans Hof“ - Schutzgrund: Kulturlandschaft prägend, geschichtlich, wissenschaftlich, städtebaulich | BW                               |
| 555       | Hartengrube 18/Schwans Hof 7 (53° 51′ 44″ N, 10° 40′ 57″ O)         | Kleines Ganghaus                | Schutzumfang: Auf das Äußere des Gebäudes Kleines Ganghaus mit Dacherker in „Schwans Hof“ - Schutzgrund: Kulturlandschaft prägend, geschichtlich, wissenschaftlich, städtebaulich | BW                               |
| 556       | Hartengrube 18/Schwans Hof 8 (53° 51′ 45″ N, 10° 40′ 57″ O)         | Kleines Ganghaus                | Schutzumfang: Auf das Äußere des Gebäudes - Kleines Ganghaus mit Dacherker in „Schwans Hof“ - Schutzgrund: Kulturlandschaft prägend, geschichtlich, wissenschaftlich, städtebaulich | BW                               |
| 557       | Hartengrube 18/Schwans Hof 9 (53° 51′ 45″ N, 10° 40′ 57″ O)         | Kleines Ganghaus                | Schutzumfang: Auf das Äußere des Gebäudes - Kleines Ganghaus mit Dacherker in „Schwans Hof“ - Schutzgrund: Kulturlandschaft prägend, geschichtlich, wissenschaftlich, städtebaulich | BW                               |
| 558       | Hartengrube 18/Schwans Hof 10 (53° 51′ 45″ N, 10° 40′ 57″ O)        | Kleines Ganghaus                | Schutzumfang: Auf das Äußere des Gebäudes - Kleines Ganghaus mit Dacherker in „Schwans Hof“ - Schutzgrund: Kulturlandschaft prägend, geschichtlich, wissenschaftlich, städtebaulich | BW                               |
| 559       | Hartengrube 18/Schwans Hof 11 (53° 51′ 45″ N, 10° 40′ 57″ O)        | Kleines Ganghaus                | Schutzumfang: Auf das Äußere des Gebäudes - Kleines Ganghaus mit Dacherker in „Schwans Hof“ - Schutzgrund: Kulturlandschaft prägend, geschichtlich, wissenschaftlich, städtebaulich | BW                               |
| 560       | Hartengrube 18/Schwans Hof 12 (53° 51′ 45″ N, 10° 40′ 57″ O)        | Kleines Ganghaus                | Schutzumfang: Auf das Äußere des Gebäudes - Kleines Ganghaus mit Dacherker in „Schwans Hof“ - Schutzgrund: Kulturlandschaft prägend, geschichtlich, wissenschaftlich, städtebaulich | BW                               |
| 561       | Hartengrube 19 (53° 51′ 43″ N, 10° 40′ 56″ O)                       | Becksteintraufenhaus            | Schutzumfang: Auf das Äußere des Gebäudes insbesondere die Fassade zur Hartengrube - Backsteintraufenhaus mit barockem Zwerchgiebel - Schutzgrund: Kulturlandschaft prägend, geschichtlich, wissenschaftlich, städtebaulich | weitere Fotos \| Fotos hochladen |
| 562       | Hartengrube 20 (53° 51′ 43″ N, 10° 40′ 57″ O)                       | Traufenhaus                     | Schutzumfang: Auf das gesamte Gebäude - Traufenhaus; zweigeschossig; erbaut vermutlich im 17. Jh. - Schutzgrund: Kulturlandschaft prägend, geschichtlich, wissenschaftlich, städtebaulich | weitere Fotos \| Fotos hochladen |
| 563       | Hartengrube 23 (53° 51′ 43″ N, 10° 40′ 55″ O)                       | Schulhaus                       | Schutzumfang: Auf das gesamte Gebäude - Schlichtes, langgestrecktes Schulhaus des 18. Jh. mit Haustür aus der Entstehungszeit - Schutzgrund: Kulturlandschaft prägend, geschichtlich, wissenschaftlich, städtebaulich | weitere Fotos \| Fotos hochladen |
| 564       | Hartengrube 25–27 (53° 51′ 43″ N, 10° 40′ 54″ O)                    | Wohngebäude                     | Schutzumfang: Auf das gesamte Gebäude - Traufenständiges dreigeschossiges Mietwohnungshaus, 1904 (Zahlenanker) als Stecknitzfahreramtshaus nach Entwurf von Heinrich Hagen errichtet - Schutzgrund: geschichtlich, wissenschaftlich, städtebaulich, Kulturlandschaft prägend                                                                                            | weitere Fotos \| Fotos hochladen |
| 565       | Hartengrube 28 (53° 51′ 44″ N, 10° 40′ 55″ O)                       | Bürgerhaus                      | Schutzumfang: Auf das Äußere des Gegbäudes insbesondere die Fassade mit dem Giebel zur Hartengrube - Bürgerhaus des späten 16. Jh.; Eckhaus an der Lichten Querstraße; mit Renaissance-Treppengiebel - Schutzgrund: Kulturlandschaft prägend, geschichtlich, wissenschaftlich, städtebaulich                                                                            | weitere Fotos \| Fotos hochladen |
| 566       | Hartengrube 30 (53° 51′ 44″ N, 10° 40′ 54″ O)                       | Giebelhaus                      | Schutzumfang: Auf das gesamte Gebäude aus Vorderhaus und Seitenflügel (ohne Seitenflügel-Anbau) - Um 1600 neuerbautes dreiachsiges zweigeschossiges Giebelhaus mit vierachsigem Seitenflügel zwischen gemeinsamen Brandmauern - Schutzgrund: Kulturlandschaft prägend, geschichtlich, wissenschaftlich, städtebaulich                                                   | weitere Fotos \| Fotos hochladen |
| 567       | Hartengrube 32 (53° 51′ 44″ N, 10° 40′ 54″ O)                       | zweigeschossiges Dielenhaus     | Schutzumfang: Auf das Äußere von Vorderhaus und Seitenflügel, sowie im Inneren des Vorderhauses auf die konstruktiven Teile (Brandwände, Balkenlagen, Dachstuhl) und die Treppe - zweigeschossiges Dielenhaus mit Seitenflügel zwischen mittelalterlichen Brandmauern errichtet - Schutzgrund: Kulturlandschaft prägend, geschichtlich, städtebaulich, wissenschaftlich | BW                               |
| 1359      | Hartengrube 34 (53° 51′ 44″ N, 10° 40′ 54″ O)                       | Traufenhaus                     | Schutzumfang: Auf das gesamte Vorderhaus mit Seitenflügel (A) sowie östliche Brandmauern in den Gebäuden (B) und (C) - Traufenständiges Vorderhaus mit Durchgang zu Petersens Gang; nach Brand 1851 mit ausgebautem Dach neu errichtet - Schutzgrund: geschichtlich, wissenschaftlich, städtebaulich, Kulturlandschaft prägend                                          | BW                               |
| 568       | Hartengrube 39 (53° 51′ 43″ N, 10° 40′ 52″ O)                       | Bürgerhaus                      | Schutzumfang: Auf das Äußere des Gebäudes insbesondere die Fassade mit dem Giebel zur Hartengrube - Bürgerhaus mit Renaissance-Treppengiebel aus der Zeit um 1600 - Schutzgrund: Kulturlandschaft prägend, geschichtlich, wissenschaftlich, städtebaulich | weitere Fotos \| Fotos hochladen |
| 569       | Hartengrube 40 (53° 51′ 44″ N, 10° 40′ 53″ O)                       | Bürgerhaus                      | Schutzumfang: Auf das Äußere des Gebäudes insbesondere die Fassade zur Hartengrube - Bürgerhaus mit Renaissance-Treppengiebel aus der Zeit um 1600 - Schutzgrund: Kulturlandschaft prägend, geschichtlich, wissenschaftlich, städtebaulich | weitere Fotos \| Fotos hochladen |
| 570       | Hartengrube 44/Heynats Gang 1 (53° 51′ 44″ N, 10° 40′ 52″ O)        | Fachwerkhaus                    | Schutzumfang: Auf das Äußere des Gebäudes - zweigeschossiges Fachwerkhaus mit beschnitzten Ständerfußblättern am ursprünglich vorgekragtem Obergeschoss - Schutzgrund: Kulturlandschaft prägend, geschichtlich, wissenschaftlich, städtebaulich | BW                               |
| 571       | Hartengrube 44/Heynats Gang 2 (53° 51′ 44″ N, 10° 40′ 52″ O)        | Fachwerkhaus                    | Schutzumfang: Auf das Äußere des Gebäudes - Äußeres zweigeschossiges Fachwerkhaus mit beschnitzten Ständerfußblättern am ursprünglich vorgekragtem Obergeschoss, erbaut vermutlich 2. Hälfte 16. Jh. - Schutzgrund: Kulturlandschaft prägend, geschichtlich, wissenschaftlich, städtebaulich                                                                            | BW                               |
| 572       | Hartengrube 50 (53° 51′ 43″ N, 10° 40′ 51″ O)                       | Kleines Gebäude aus zwei Buden  | Schutzumfang: Auf das Äußere des Gebäudes - Aus zwei Buden hervorgegangenes kleines Gebäude aus dem Anfang des 19. Jh. - Schutzgrund: Kulturlandschaft prägend, geschichtlich, wissenschaftlich, städtebaulich | weitere Fotos \| Fotos hochladen |
| 573       | Hartengrube 52/Kalands Gang 2 (53° 51′ 44″ N, 10° 40′ 51″ O)        | Ganghaus                        | Schutzumfang: Auf das Äußere des Gebäudes - Ganghaus in dem hofartig erweiterten „Kalands-Gang“; Bestandteil der zwei geschossigen Bebauung des 18./19. Jh. - Schutzgrund: Kulturlandschaft prägend, geschichtlich, wissenschaftlich, städtebaulich | Fotos hochladen                  |
| 574       | Hartengrube 52/Kalands Gang 3 (53° 51′ 44″ N, 10° 40′ 51″ O)        | Ganghaus                        | Schutzumfang: Auf das Äußere des Gebäudes - Ganghaus in dem hofartig erweiterten „Kalands-Gang“; Bestandteil der zwei geschossigen Bebauung des 18./19. Jh. - Schutzgrund: Kulturlandschaft prägend, geschichtlich, wissenschaftlich, städtebaulich | Fotos hochladen                  |
| 575       | Hartengrube 52/Kalands Gang 4 (53° 51′ 44″ N, 10° 40′ 51″ O)        | Ganghaus                        | Schutzumfang: Auf das Äußere des Gebäudes - Ganghaus in dem hofartig erweiterten „Kalands-Gang“; Bestandteil der zwei geschossigen Bebauung des 18./19. Jh. - Schutzgrund: Kulturlandschaft prägend, geschichtlich, wissenschaftlich, städtebaulich | BW                               |
| 576       | Hartengrube 52/Kalands Gang 5 (53° 51′ 44″ N, 10° 40′ 51″ O)        | Ganghaus                        | Schutzumfang: Auf das Äußere des Gebäudes - Ganghaus in dem hofartig erweiterten „Kalands-Gang“; Bestandteil der zwei geschossigen Bebauung des 18./19. Jh. - Schutzgrund: Kulturlandschaft prägend, geschichtlich, wissenschaftlich, städtebaulich | Fotos hochladen                  |
| 577       | Hartengrube 52/Kalands Gang 9 (53° 51′ 44″ N, 10° 40′ 51″ O)        | Ganghaus                        | Schutzumfang: Auf das Äußere des Gebäudes - Ganghaus in dem hofartig erweiterten „Kalands-Gang“; Bestandteil der zwei geschossigen Bebauung des 18./19. Jh. - Schutzgrund: Kulturlandschaft prägend, geschichtlich, wissenschaftlich, städtebaulich | Fotos hochladen                  |
| 578       | Hartengrube 52/Kalands Gang 10 (53° 51′ 44″ N, 10° 40′ 51″ O)       | Ganghaus                        | Schutzumfang: Auf das Äußere des Gebäudes - Ganghaus in dem hofartig erweiterten „Kalands-Gang“; Bestandteil der zwei geschossigen Bebauung des 18./19. Jh. - Schutzgrund: Kulturlandschaft prägend, geschichtlich, wissenschaftlich, städtebaulich | Fotos hochladen                  |
| 579       | Hartengrube 52/Kalands Gang 11 (53° 51′ 44″ N, 10° 40′ 51″ O)       | Ganghaus                        | Schutzumfang: Auf das Äußere des Gebäudes - Ganghaus in dem hofartig erweiterten „Kalands-Gang“; Bestandteil der zwei geschossigen Bebauung des 18./19. Jh. - Schutzgrund: Kulturlandschaft prägend, geschichtlich, wissenschaftlich, städtebaulich | Fotos hochladen                  |
| 580       | Hartengrube 52/Kalands Gang 12 (53° 51′ 44″ N, 10° 40′ 51″ O)       | Ganghaus                        | Schutzumfang: Auf das Äußere des Gebäudes - Ganghaus in dem hofartig erweiterten „Kalands-Gang“; Bestandteil der zwei geschossigen Bebauung des 18./19. Jh. - Schutzgrund: Kulturlandschaft prägend, geschichtlich, wissenschaftlich, städtebaulich | BW                               |
| 581       | Hartengrube 54 (53° 51′ 43″ N, 10° 40′ 51″ O)                       | Kleines Bürgerhaus              | Schutzumfang: Auf das Äußere des Gebäudes - Kleines Bürgerhaus mit einfachem Renaissance-Treppengiebel, etwa um 1600 - Schutzgrund: Kulturlandschaft prägend, geschichtlich, wissenschaftlich, technisch | weitere Fotos \| Fotos hochladen |

## Hinter der Burg
| Objekt-ID    | Lage                                              | Offizielle Bezeichnung              | Beschreibung | Bild                             |
| ------------ | ------------------------------------------------- | ----------------------------------- | --- | -------------------------------- |
| 582          | Hinter der Burg 2 (53° 52′ 23″ N, 10° 41′ 25″ O)  | Burgschule                          | Schutzumfang: Auf das gesamte Gebäude mit Toranlage und unmittelbarem Gebäudeumfeld - Ehem. Knaben- und Mädchenschule; Baujahr 1875/76; dreigeschossiges, ziegelsichtiges Schulgebäude mit zwei flügelartigen Treppenhäusern im neogotischen Stil; errichtet am ehemaligen Standort der Burgkirche. In das Schulgebäude sind zahlreiche Reste des ehemaligen Burgklosters integriert, die bis ins frühe 14. Jahrhundert zurückreichen. Heute wird der Komplex nicht mehr als Schule genutzt, sondern war bis Ende 2011 Teil des Kulturforums Burgkloster - Schutzgrund: Kulturlandschaft prägend, geschichtlich, wissenschaftlich, städtebaulich | weitere Fotos \| Fotos hochladen |
| 470 Wikidata | Hinter der Burg 4 (53° 52′ 24″ N, 10° 41′ 24″ O)  | Reste des ehem. Burgklosters        | Schutzumfang: Schutzumfang: Auf den gesamten erhaltenen Klosterkomplex - Reste des ehem. Burgklosters; Die noch erhaltenen Teile der Klosteranlage, deren älteste vorhandene Elemente etwa aus dem Jahr 1250 stammen, bildeten zusammen mit dem zur Großen Burgstraße orientierten neugotischen Gerichtsgebäude von 1894, das den größten Teil des früheren Klosters einnimmt, und der ehemaligen Burgschule bis Ende 2011 das Museum Kulturforum Burgkloster - Schutzgrund: geschichtlich, wissenschaftlich, städtebaulich, Kulturlandschaft prägend                                                                                            | weitere Fotos \| Fotos hochladen |
| 583          | Hinter der Burg 6 (53° 52′ 25″ N, 10° 41′ 22″ O)  | Burgkloster, sogenanntes Beichthaus | Schutzumfang: Auf das gesamte Gebäude - Sogenanntes Beichthaus, errichtet kurz vor 1367; westlich der Klausur des Burgklosters zwischen dieser und der Kleinen Altefähre gelegen und ehem. zur Anlage des Burgklosters gehörig - Schutzgrund: Kulturlandschaft prägend, geschichtlich, wissenschaftlich, städtebaulich | weitere Fotos \| Fotos hochladen |
| 584 Wikidata | Hinter der Burg 15 (53° 52′ 23″ N, 10° 41′ 22″ O) | Eckgebäude                          | Schutzumfang: Auf das gesamte Gebäude - zweigeschossiges, unterkellertes Eckgebäude - Schutzgrund: Kulturlandschaft prägend, geschichtlich, wissenschaftlich, städtebaulich | weitere Fotos \| Fotos hochladen |

## Holstenstraße
| Objekt-ID | Lage                                            | Offizielle Bezeichnung | Beschreibung | Bild                             |
| --------- | ----------------------------------------------- | ---------------------- | --- | -------------------------------- |
| 585       | Holstenstraße 35 (53° 51′ 58″ N, 10° 40′ 53″ O) | Mietswohnhaus          | Schutzumfang: Auf das gesamte Gebäude - Mietwohnhaus mit Ladeneinbau; viergeschossig; Baujahr 1902 - Schutzgrund: Kulturlandschaft prägend, wissenschaftlich, geschichtlich, künstlerisch | weitere Fotos \| Fotos hochladen |

## Holstentor
| Objekt-ID    | Lage                                      | Offizielle Bezeichnung | Beschreibung | Bild                             |
| ------------ | ----------------------------------------- | ---------------------- | --- | -------------------------------- |
| 586 Wikidata | Holstentor (53° 51′ 59″ N, 10° 40′ 47″ O) | Holstentor             | Schutzumfang: Auf das gesamte Gebäude - Doppelturmanlage mit Kegelhelmen mit wehrhaft geschlossener Feld- und schmuckreich gestalteter Stadtseite; von Ratsbaumeister Hinrich Helmstede nach dem Vorbild flandrischer Brückentore erbaut und 1477/78 vollendet - Schutzgrund: Kulturlandschaft prägend, geschichtlich, wissenschaftlich, städtebaulich | weitere Fotos \| Fotos hochladen |

## Holstentorplatz
| Objekt-ID     | Lage                                                | Offizielle Bezeichnung            | Beschreibung | Bild                             |
| ------------- | --------------------------------------------------- | --------------------------------- | --- | -------------------------------- |
| 587 Wikidata  | Holstentorplatz 2, 2a (53° 52′ 0″ N, 10° 40′ 43″ O) | dreigeschossiges Backsteingebäude | Schutzumfang: Auf das gesamte Gebäude - dreigeschossiges, 15-achsiges Backsteingebäude (ehem. Reichsbank) erbaut 1934 von Reichsbankbaudirektor Heinrich Wolff - Schutzgrund: Kulturlandschaft prägend, geschichtlich, wissenschaftlich, städtebaulich | weitere Fotos \| Fotos hochladen |
| 1307 Wikidata | Holstentorplatz 7 (53° 51′ 57″ N, 10° 40′ 45″ O)    | Pavillon (Kiosk)                  | Schutzumfang: Auf das gesamte Gebäude mit umgebender Freifläche - Freistehender, eingeschossiger, polygonaler Pavillon unter rundem durch Schattenfuge vom Baukörper abgesetzten Flachdach; 1960/61 vom Architekten Rudolf Meisel geplant und gebaut - Schutzgrund: geschichtlich, wissenschaftlich, künstlerisch, städtebaulich, Kulturlandschaft prägend | weitere Fotos \| Fotos hochladen |

## Hubbrücke
| Objekt-ID    | Lage                                     | Offizielle Bezeichnung | Beschreibung | Bild                             |
| ------------ | ---------------------------------------- | ---------------------- | --- | -------------------------------- |
| 588 Wikidata | Hubbrücke (53° 52′ 30″ N, 10° 41′ 27″ O) | Hubbrücke              | Schutzumfang: Betriebstürme mit technischer Betriebseinrichtung und Brückenanlagen - Betriebstürme, Teil der Hubbrücke - Teil der Sachgesamtheit – Hafenanlagen um 1900 - Schutzgrund: Kulturlandschaft prägend, geschichtlich, wissenschaftlich, künstlerisch, technisch | weitere Fotos \| Fotos hochladen |

## Hundestraße
| Objekt-ID    | Lage                                                                     | Offizielle Bezeichnung    | Beschreibung | Bild                             |
| ------------ | ------------------------------------------------------------------------ | ------------------------- | --- | -------------------------------- |
| 589          | Hundestraße 4 (53° 52′ 6″ N, 10° 41′ 23″ O)                              | Kleines Traufenhaus       | Schutzumfang: Auf das gesamte Gebäude - Kleines zweigeschossiges Traufenhaus, Backstein geschlämmt, mit dreieckigem Zwerchgiebel; im Kern noch aus der Zeit um 1600 - Schutzgrund: geschichtlich, wissenschaftlich, städtebaulich, Kulturlandschaft prägend | weitere Fotos \| Fotos hochladen |
| 590 Wikidata | Hundestraße 5–7 (53° 52′ 6″ N, 10° 41′ 24″ O)                            | Stadtbibliothek           | Schutzumfang: Bibliothekssaal und seine Ausstattung - Stadtbibliothek, hier einbezogen das Obergeschoss des Ostflügels des Katharinenklosters, welches 1617/19 als Bibliothekssaal ausgebaut worden war - Schutzgrund: geschichtlich, wissenschaftlich, Kulturlandschaft prägend | weitere Fotos \| Fotos hochladen |
| 591          | Hundestraße 6 (53° 52′ 6″ N, 10° 41′ 23″ O)                              | Kleines Traufenhaus       | Schutzumfang: Auf das gesamte Gebäude, bestehend aus Vorderhaus und Seitenflügel - Im Kern spätmittelalterliches, kleines Traufenhaus mit kurzem Seitenflügel der Renaissance - Schutzgrund: geschichtlich, wissenschaftlich, städtebaulich, Kulturlandschaft prägend | BW                               |
| 592          | Hundestraße 8 (53° 52′ 6″ N, 10° 41′ 23″ O)                              | Traufenhaus               | Schutzumfang: Auf das Äußere des Gebäudes, bestehend aus Vorderhaus und Seitenflügel, sowie auf die konstruktiven Teile im Inneren, dieses sind im Wesentlichen Brandwände, Balkenlagen und Dachstuhl - zweigeschossiges Traufenhaus mit geschweiftem Zwerchgiebel und Putzfassade aus der 2. Hälfte des 18. Jh. - Schutzgrund: geschichtlich, wissenschaftlich, städtebaulich, Kulturlandschaft prägend | weitere Fotos \| Fotos hochladen |
| 593          | Hundestraße 10 (53° 52′ 6″ N, 10° 41′ 24″ O)                             | Bürgerhaus                | Schutzumfang: Auf das gesamte Gebäude bestehend aus Vorderhaus und sechsachsigem Seitenflügel - Bürgerhaus aus der Zeit um 1600 mit Renaissance-Treppengiebel und schlichtem Barockportal - Schutzgrund: geschichtlich, wissenschaftlich, städtebaulich, Kulturlandschaft prägend | weitere Fotos \| Fotos hochladen |
| 594          | Hundestraße 12 (53° 52′ 6″ N, 10° 41′ 24″ O)                             | Bürgerhaus                | Schutzumfang: Auf das gesamte Gebäude, bestehend aus Vorderhaus und Seitenflügel - Bürgerhaus aus der Zeit um 1600 mit Renaissance-Treppengiebel und besonders reich gegliedertem Rokoko-Portal - Schutzgrund: geschichtlich, wissenschaftlich, städtebaulich, Kulturlandschaft prägend | weitere Fotos \| Fotos hochladen |
| 595          | Hundestraße 17 (53° 52′ 6″ N, 10° 41′ 25″ O)                             | viergeschossiges Gebäude  | Schutzumfang: Auf das Äußere des Gebäudes - viergeschossiges Haus mit breiter klassizistischer, durch waagerechte Gesimse gegliederte Fassade des frühen 19. Jh. - Schutzgrund: geschichtlich, wissenschaftlich, städtebaulich, Kulturlandschaft prägend | weitere Fotos \| Fotos hochladen |
| 596          | Hundestraße 18 (53° 52′ 6″ N, 10° 41′ 25″ O)                             | Bürgerhaus                | Schutzumfang: Auf das gesamte Gebäude - Bürgerhaus mit dreigeschossiger klassizistischer Putzfassade, 1. Viertel 19. Jh. - Schutzgrund: geschichtlich, wissenschaftlich, städtebaulich, Kulturlandschaft prägend | weitere Fotos \| Fotos hochladen |
| 597          | Hundestraße 19–23/Balhorns Gang (53° 52′ 6″ N, 10° 41′ 26″ O)            | Wohnhaus                  | Schutzumfang: Auf den Terrakottaschmuck an der Fassade (heute im Hof) - Terrakotten aus der Werkstatt des Statius von Düren, wieder eingemauert an der Fassade des 1898/99 errichteten Hauses - Teile von baulichen Anlagen - Schutzgrund: geschichtlich, wissenschaftlich, künstlerisch, Kulturlandschaft prägend | weitere Fotos \| Fotos hochladen |
| 598          | Hundestraße 22 (53° 52′ 6″ N, 10° 41′ 26″ O)                             | Bürgerhaus                | Schutzumfang: Auf das Äußere des Gebäudes insbesondere die Fassade zur Hundestraße - Bürgerhaus des 18. Jh. mit geschweiftem Treppengiebel - Schutzgrund: geschichtlich, wissenschaftlich, städtebaulich, Kulturlandschaft prägend | weitere Fotos \| Fotos hochladen |
| 599          | Hundestraße 24 (53° 52′ 6″ N, 10° 41′ 26″ O)                             | Bürgerhaus                | Schutzumfang: Auf das gesamte Gebäude - Bürgerhaus mit Treppengiebel aus der Zeit um 1600 - Schutzgrund: geschichtlich, wissenschaftlich, städtebaulich, Kulturlandschaft prägend | weitere Fotos \| Fotos hochladen |
| 600          | Hundestraße 26 (53° 52′ 5″ N, 10° 41′ 27″ O)                             | Bürgerhaus                | Schutzumfang: Auf das Äußere des Gebäudes insbesondere die Fassade zur Hundestraße - Bürgerhaus mit Renaissance-Treppengiebel aus der Zeit um 1600 - Schutzgrund: geschichtlich, wissenschaftlich, städtebaulich, Kulturlandschaft prägend | Fotos hochladen                  |
| 601          | Hundestraße 27 (53° 52′ 6″ N, 10° 41′ 27″ O)                             | Doppelhaus                | Schutzumfang: Auf das gesamte Gebäude - Doppelhaus mit gemeinsamem Zwerchgiebel (Nr. 29) - Schutzgrund: geschichtlich, wissenschaftlich, städtebaulich, Kulturlandschaft prägend | BW                               |
| 602          | Hundestraße 29 (53° 52′ 6″ N, 10° 41′ 27″ O)                             | Doppelhaus                | Schutzumfang: Auf die Konstruktion und das Äußere des Vorderhauses und gesamten Seitenflügel - Doppelhaus mit gemeinsamem Zwerchgiebel (Nr. 27) - Schutzgrund: geschichtlich, wissenschaftlich, städtebaulich, Kulturlandschaft prägend | BW                               |
| 1668         | Hundestraße 31/Kalands Gang 3 (53° 52′ 7″ N, 10° 41′ 29″ O)              | Aktualisierung vorgesehen | Schutzumfang: Aktualisierung vorgesehen | BW                               |
| 603          | Hundestraße 33 (53° 52′ 6″ N, 10° 41′ 28″ O)                             | Traufenhaus               | Schutzumfang: Auf das Äußere des Gebäudes insbesondere die Fassade zur Hundestraße - zweigeschossiges Traufenhaus mit verputzter Fassade - Schutzgrund: geschichtlich, wissenschaftlich, städtebaulich, Kulturlandschaft prägend | Fotos hochladen                  |
| 604          | Hundestraße 35 (53° 52′ 6″ N, 10° 41′ 28″ O)                             | Bürgerhaus                | Schutzumfang: Auf das Äußere des Gebäudes - Bürgerhaus des 18. Jh. mit barockem Giebel - Schutzgrund: geschichtlich, wissenschaftlich, städtebaulich, Kulturlandschaft prägend | weitere Fotos \| Fotos hochladen |
| 605          | Hundestraße 38 (53° 52′ 5″ N, 10° 41′ 28″ O)                             | Querhaus                  | Schutzumfang: Auf das Äußere des Gebäudes insbesondere die Fassade zur Hundestraße - Schmales Querhaus mit getrepptem Zwerchgiebel des 17. Jh. - Schutzgrund: geschichtlich, wissenschaftlich, städtebaulich, Kulturlandschaft prägend | weitere Fotos \| Fotos hochladen |
| 606          | Hundestraße 40 (53° 52′ 5″ N, 10° 41′ 29″ O)                             | Fachwerkhaus              | Schutzumfang: Auf das Äußere des Gebäudes - Hofgebäude; Fachwerkhaus mit Dacherker aus dem 17. Jh. - Schutzgrund: geschichtlich, wissenschaftlich, städtebaulich, Kulturlandschaft prägend | BW                               |
| 607          | Hundestraße 42 (53° 52′ 5″ N, 10° 41′ 29″ O)                             | Traufenhaus               | Schutzumfang: Auf das gesamte Gebäude - zweigeschossiges Traufenhaus unter hohem Satteldach mit mittigem Zwerchhaus - Schutzgrund: geschichtlich, wissenschaftlich, städtebaulich, Kulturlandschaft prägend | BW                               |
| 608          | Hundestraße 46, 48 (53° 52′ 5″ N, 10° 41′ 30″ O)                         | Bürgerhaus                | Schutzumfang: Auf das gesamte Gebäude - Bürgerhaus mit breitem Renaissance-Treppengiebel - Schutzgrund: geschichtlich, wissenschaftlich, städtebaulich, Kulturlandschaft prägend | Fotos hochladen                  |
| 609          | Hundestraße 47 (53° 52′ 6″ N, 10° 41′ 30″ O)                             | Traufenhaus               | Schutzumfang: Auf das Äußere des Gebäudes insbesondere auf die Fassade zur Hundestraße - Schmales Traufenhaus mit Dacherker; 16. Jh. - Schutzgrund: geschichtlich, wissenschaftlich, städtebaulich, Kulturlandschaft prägend | weitere Fotos \| Fotos hochladen |
| 610          | Hundestraße 49 (53° 52′ 6″ N, 10° 41′ 30″ O)                             | Bürgerhaus                | Schutzumfang: Auf das Äußere des Gebäudes und die klassizistische Haustür - Bürgerhaus des späten 16. Jh. mit breit gelagertem Staffelgiebel - Schutzgrund: geschichtlich, wissenschaftlich, städtebaulich, Kulturlandschaft prägend | weitere Fotos \| Fotos hochladen |
| 611          | Hundestraße 50/Schornsteinfeger Gang 11-13 (53° 52′ 4″ N, 10° 41′ 30″ O) | Rückfassade               | Schutzumfang: Auf das Äußere des Gebäudes - Rückfassade des Vorderhauses „Hundestraße 46, 48“ Gangdurchgang - Schutzgrund: geschichtlich, wissenschaftlich, städtebaulich, Kulturlandschaft prägend | BW                               |
| 612          | Hundestraße 51 (53° 52′ 5″ N, 10° 41′ 30″ O)                             | Bürgerhaus                | Schutzumfang: Auf das Äußere des Gebäudes - Bürgerhaus mit Renaissance-Treppengiebel, frühes 17. Jh. - Schutzgrund: geschichtlich, wissenschaftlich, städtebaulich, Kulturlandschaft prägend | BW                               |
| 613          | Hundestraße 52 (53° 52′ 5″ N, 10° 41′ 30″ O)                             | Kleinhaus                 | Schutzumfang: Auf das Äußere des Gebäudes und ältere Teile im Inneren - Kleinhaus mit schlichter Putzfassade und dreieckübergielbeltem Zwerchhaus in der Mittelachse aus der Zeit um 1800 - Schutzgrund: geschichtlich, wissenschaftlich, städtebaulich, städtebaulich | weitere Fotos \| Fotos hochladen |
| 614          | Hundestraße 53 (53° 52′ 5″ N, 10° 41′ 31″ O)                             | Bürgerhaus                | Schutzumfang: Auf das Äußere des Gebäudes insbesondere die Fassade zur Hundestraße - Bürgerhaus des 18. Jh. mit geschweiftem barocken Giebel - Schutzgrund: geschichtlich, wissenschaftlich, städtebaulich, Kulturlandschaft prägend | weitere Fotos \| Fotos hochladen |
| 615          | Hundestraße 54 (53° 52′ 5″ N, 10° 41′ 31″ O)                             | Kleinhaus                 | Schutzumfang: Auf das Äußere des Gebäudes und ältere Teile im Inneren - Kleinhaus mit breiter schlichter Putzfassade - Schutzgrund: geschichtlich, wissenschaftlich, städtebaulich, Kulturlandschaft prägend | weitere Fotos \| Fotos hochladen |
| 616          | Hundestraße 55–59/Von Höveln Gang (53° 52′ 5″ N, 10° 41′ 31″ O)          | Traufenhaus               | Schutzumfang: Auf die gesamte Anlage einschl. Wappen und Inschrifttafel Von Höveln Gang; Vorderhaus - Traufenbau des 17. Jh. mit Wappen von Höveln; benannt nach dem Verwalter der Stiftung, dem Lübecker Bürgermeister Gotthard von Höveln - Schutzgrund: geschichtlich, wissenschaftlich, städtebaulich, Kulturlandschaft prägend | weitere Fotos \| Fotos hochladen |
| 617          | Hundestraße 56 (53° 52′ 5″ N, 10° 41′ 31″ O)                             | Kleinhaus                 | Schutzumfang: Auf das Äußere des Gebäudes und ältere Teile im Inneren - Kleinhaus mit schlichter Putzfassade und dreieckübergiebeltem Zwerchhaus in der Mittelachse aus der Zeit um 1800 - Schutzgrund: geschichtlich, wissenschaftlich, städtebaulich, Kulturlandschaft prägend | weitere Fotos \| Fotos hochladen |
| 618          | Hundestraße 58 (53° 52′ 5″ N, 10° 41′ 32″ O)                             | Kleinhausbebauung         | Schutzumfang: Auf das Äußere des Gebäudes, Dachkonstruktion mit Zwerchhaus, Brandmauern, Treppenanlage im Inneren - Teil einer in Serie erstellten, traufenständigen, zweigeschossigen Kleinhausbebauung des 14. Jh. - Schutzgrund: geschichtlich, wissenschaftlich, städtebaulich, Kulturlandschaft prägend | weitere Fotos \| Fotos hochladen |
|              | Hundestraße 60 (53° 52′ 5″ N, 10° 41′ 33″ O)                             | Wohnhaus                  | ehemalig | weitere Fotos \| Fotos hochladen |
| 619          | Hundestraße 61 (53° 52′ 6″ N, 10° 41′ 32″ O)                             | Traufenhaus               | Schutzumfang: Auf das Äußere des Gebäudes und erhaltenswerte ältere Teile im Inneren - Traufenhaus mit Zwerchgiebel; zweigeschossig - Schutzgrund: geschichtlich, wissenschaftlich, städtebaulich, Kulturlandschaft prägend | BW                               |
| 620          | Hundestraße 62 (53° 52′ 5″ N, 10° 41′ 34″ O)                             | Eckhaus                   | Schutzumfang: Auf das gesamte Gebäude bestehend aus Vorderhaus und Seitenflügel - Eckhaus Hundestraße/Rosengarten mit Renaissance-Treppengiebel des 17. Jh. - Schutzgrund: geschichtlich, wissenschaftlich, städtebaulich, Kulturlandschaft prägend | weitere Fotos \| Fotos hochladen |
| 621          | Hundestraße 63 (53° 52′ 6″ N, 10° 41′ 32″ O)                             | Traufenhaus               | Schutzumfang: Auf das Äußere des Gebäudes und erhaltenswerte ältere Teile im Inneren - Schmales zweigeschossiges Traufenhaus mit dreieckig geschlossenem Zwerchgiebel und verputzter Front - Schutzgrund: geschichtlich, wissenschaftlich, städtebaulich, Kulturlandschaft prägend | weitere Fotos \| Fotos hochladen |
| 622          | Hundestraße 64 (53° 52′ 5″ N, 10° 41′ 35″ O)                             | Bürgerhaus                | Schutzumfang: Auf das Äußere des Gebäudes insbesondere die Fassade zur Hundestraße - Bürgerhaus mit gotischem Treppengiebel aus dem frühen 16. Jh. - Schutzgrund: geschichtlich, wissenschaftlich, städtebaulich, Kulturlandschaft prägend | weitere Fotos \| Fotos hochladen |
| 623          | Hundestraße 65 (53° 52′ 5″ N, 10° 41′ 32″ O)                             | Traufenhaus               | Schutzumfang: Auf das Äußere des Gebäudes und erhaltenswerte ältere Teile im Inneren - Traufenhaus mit Zwerchgiebel; zweigeschossig - Schutzgrund: geschichtlich, wissenschaftlich, städtebaulich, Kulturlandschaft prägend | weitere Fotos \| Fotos hochladen |
| 624          | Hundestraße 66 (53° 52′ 5″ N, 10° 41′ 35″ O)                             | Bürgerhaus                | Schutzumfang: Auf das Äußere des Gebäudes sowie die Diele im Inneren und Äußeres des älteren Hofgebäudes - Bürgerhaus mit schlichter dreigeschossiger klassizistischer Putzfassade und beschnitzter Haustür, wohl aus dem 1. Viertel des 19. Jh. - Schutzgrund: geschichtlich, wissenschaftlich, städtebaulich, Kulturlandschaft prägend | weitere Fotos \| Fotos hochladen |
| 625          | Hundestraße 67 (53° 52′ 5″ N, 10° 41′ 32″ O)                             | Traufenhaus               | Schutzumfang: Auf das Äußere des Gebäudes und ältere Teile im Inneren - Schmales Traufenhaus mit verputzter Fassade und einem Fachwerkzwerchgiebel mit Dreieckschluss - Schutzgrund: geschichtlich, wissenschaftlich, städtebaulich, Kulturlandschaft prägend | BW                               |
| 626          | Hundestraße 68 (53° 52′ 5″ N, 10° 41′ 36″ O)                             | Bürgerhaus                | Schutzumfang: Auf das Äußere des Gebäudes insbesondere die Fassade zur Hundestraße - Bürgerhaus mit gotischem Treppengiebel aus der Zeit um 1500 - Schutzgrund: geschichtlich, wissenschaftlich, städtebaulich, Kulturlandschaft prägend | weitere Fotos \| Fotos hochladen |
| 627          | Hundestraße 69 (53° 52′ 5″ N, 10° 41′ 33″ O)                             | Traufenhaus               | Schutzumfang: Auf das Äußere des Gebäudes und erhaltenswerte ältere Teile im Inneren - zweigeschossiges Traufenhaus mit verputzter Fassade und breitem Zwerchgiebel mit Dreieckschluss aus der Zeit um 1800 - Schutzgrund: geschichtlich, wissenschaftlich, städtebaulich, Kulturlandschaft prägend | BW                               |
| 628          | Hundestraße 70 (53° 52′ 5″ N, 10° 41′ 36″ O)                             | Wohnhaus                  | Schutzumfang: Westliche und östliche Brandmauern des Vorderhauses (zu Nr. 72 bzw. 68) bis einschl. des 1. OG, östlich gelegene Brandmauer des Seitenflügels im EG, Balkenkeller unter dem Seitenflügel, Umfassungswand, Balkenlagen und der darauf befindlichen Dielung - dreigeschossiges, giebelständiges Wohnhaus mit zweigeschossigem Seitenflügel und eingeschossigem separaten Quergebäude am Ende des Grundstücks, angelehnt an die Hofmauer des ehem. St.-Johannisklosters - Schutzgrund: geschichtlich, wissenschaftlich, städtebaulich, Kulturlandschaft prägend | BW                               |
| 629          | Hundestraße 71 (53° 52′ 6″ N, 10° 41′ 35″ O)                             | Kleines Traufenhaus       | Schutzumfang: Auf das Äußere des Gebäudes - Kleines Traufenhaus mit barockem Zwerchgiebel - Schutzgrund: geschichtlich, wissenschaftlich, städtebaulich, Kulturlandschaft prägend | BW                               |
| 630          | Hundestraße 73 (53° 52′ 5″ N, 10° 41′ 35″ O)                             | Bürgerhaus                | Schutzumfang: Auf das Äußere des Gebäudes und ältere Teile im Inneren - Bürgerhaus mit dreigeschossiger, klassizistischer Putzfassade aus dem frühen 19. Jh. - Schutzgrund: geschichtlich, wissenschaftlich, städtebaulich, städtebaulich | weitere Fotos \| Fotos hochladen |
| 631          | Hundestraße 74 (53° 52′ 5″ N, 10° 41′ 37″ O)                             | Kleines Bürgerhaus        | Schutzumfang: Auf das Äußere des Gebäudes insbesondere die Fassade zur Hundestraße - Kleines Bürgerhaus mit einfachem Renaissance-Treppengiebel aus der Zeit um 1600 - Schutzgrund: geschichtlich, wissenschaftlich, städtebaulich, Kulturlandschaft prägend | weitere Fotos \| Fotos hochladen |
| 632          | Hundestraße 75 (53° 52′ 5″ N, 10° 41′ 35″ O)                             | Bürgerhaus                | Schutzumfang: Auf das Äußere des Gebäudes insbesondere die Fassade zur Hundestraße - Bürgerhaus mit ehem. Renaissance-Treppengiebel, der 1791 durch Abschweifung und Dreiecksbekrönung umgestaltet wurde - Schutzgrund: geschichtlich, wissenschaftlich, städtebaulich, Kulturlandschaft prägend | weitere Fotos \| Fotos hochladen |
| 633          | Hundestraße 76 (53° 52′ 5″ N, 10° 41′ 37″ O)                             | Bürgerhaus                | Schutzumfang: Auf das Äußere des Gebäudes insbesondere die Fassade zur Hundestraße - Bürgerhaus aus der Zeit um 1500 - Schutzgrund: geschichtlich, wissenschaftlich, städtebaulich, Kulturlandschaft prägend | weitere Fotos \| Fotos hochladen |
| 634          | Hundestraße 77 (53° 52′ 5″ N, 10° 41′ 36″ O)                             | Bürgerhaus                | Schutzumfang: Auf das Äußere des Gebäudes insbesondere die Fassade zur Hundestraße - Bürgerhaus des späten 16. Jh. mit stattlichem Renaissance-Treppengiebel - Schutzgrund: geschichtlich, wissenschaftlich, städtebaulich, Kulturlandschaft prägend | weitere Fotos \| Fotos hochladen |
| 635          | Hundestraße 78 (53° 52′ 5″ N, 10° 41′ 37″ O)                             | Bürgerhaus                | Schutzumfang: Auf das Äußere des Gebäudes insbesondere die Fassade zur Hundestraße - Bürgerhaus mit Renaissance-Treppengiebel des 16. Jh. - Schutzgrund: geschichtlich, wissenschaftlich, städtebaulich, Kulturlandschaft prägend | weitere Fotos \| Fotos hochladen |
| 636          | Hundestraße 80 (53° 52′ 5″ N, 10° 41′ 38″ O)                             | Kleines Bürgerhaus        | Schutzumfang: Auf das Äußere des Gebäudes insbesondere auf die Haustür - Kleines Bürgerhaus mit geschweiftem, schmucklosen Giebel, vermutlich 18. Jh. - Schutzgrund: geschichtlich, wissenschaftlich, städtebaulich, Kulturlandschaft prägend | weitere Fotos \| Fotos hochladen |
| 1669         | Hundestraße 81 (53° 52′ 5″ N, 10° 41′ 37″ O)                             | Aktualisierung vorgesehen | Schutzumfang: Aktualisierung vorgesehen | BW                               |
| 637          | Hundestraße 83/Schillings Hof 1 (53° 52′ 6″ N, 10° 41′ 38″ O)            | Bude                      | Schutzumfang: Alle aus der Erbauungszeit erhaltenen Bauteile - Eine von drei Buden einer zweigeschossigen Ganganlage aus der Zeit um 1600 mit erhaltenen Fassadenelementen und Resten der ursprünglichen Konstruktion und Ausstattung - Schutzgrund: geschichtlich, wissenschaftlich, städtebaulich, Kulturlandschaft prägend | BW                               |
| 638          | Hundestraße 83/Schillings Hof 2–3 (53° 52′ 6″ N, 10° 41′ 38″ O)          | Bude                      | Schutzumfang: Alle aus der Erbauungszeit erhaltenen Bauteile - zwei von drei Buden einer zweigeschossigen Ganganlage aus der Zeit um 1600 mit erhaltenen Fassadenelementen und Resten der ursprünglichen Konstruktion und Ausstattung - Schutzgrund: geschichtlich, wissenschaftlich, städtebaulich, Kulturlandschaft prägend | BW                               |
| 639          | Hundestraße 84 (53° 52′ 5″ N, 10° 41′ 38″ O)                             | Backsteintraufenhaus      | Schutzumfang: Auf das gesamte Gebäude, einschl. schutzwürdiger Teile im Inneren - Schmales zweigeschossiges Backsteintraufenhaus mit Fachwerkdacherker, vermutlich noch aus dem 18. Jh. - Schutzgrund: geschichtlich, wissenschaftlich, städtebaulich, Kulturlandschaft prägend | weitere Fotos \| Fotos hochladen |
| 640          | Hundestraße 88 (53° 52′ 4″ N, 10° 41′ 39″ O)                             | Bürgerhaus                | Schutzumfang: Auf das Äußere des Gebäudes sowie auf den im 1. OG des Flügels gelegenen kleinen Saal mit Stuckdecke - Bürgerhaus mit Renaissance-Treppengiebel des 17. Jh. - Schutzgrund: geschichtlich, wissenschaftlich, städtebaulich, Kulturlandschaft prägend | weitere Fotos \| Fotos hochladen |
| 641          | Hundestraße 90 (53° 52′ 4″ N, 10° 41′ 40″ O)                             | Bürgerhaus                | Schutzumfang: Auf das gesamte Gebäude - Bürgerhaus mit gotischem Staffelgiebel des 14. Jh. - Schutzgrund: geschichtlich, wissenschaftlich, städtebaulich, Kulturlandschaft prägend | weitere Fotos \| Fotos hochladen |
| 642          | Hundestraße 94 (53° 52′ 4″ N, 10° 41′ 40″ O)                             | Bürgerhaus                | Schutzumfang: Auf das gesamte Gebäude - Bürgerhaus mit gotischem Treppengiebel des 15. Jh. - Schutzgrund: geschichtlich, wissenschaftlich, städtebaulich, Kulturlandschaft prägend | weitere Fotos \| Fotos hochladen |
| 643          | Hundestraße 98 (53° 52′ 4″ N, 10° 41′ 42″ O)                             | Eckwohnhaus               | Schutzumfang: Auf das gesamte Gebäude einschl. Hofanlage - zweigeschossiges, traufenständiges Eckwohnhaus der Renaissance (um 1600) mit backsteinsichtigem Nebengiebel zur Wakenitzmauer - Schutzgrund: geschichtlich, wissenschaftlich, städtebaulich, Kulturlandschaft prägend | weitere Fotos \| Fotos hochladen |
| 644          | Hundestraße 103 (53° 52′ 5″ N, 10° 41′ 41″ O)                            | Traufenhaus               | Schutzumfang: Auf das gesamte Gebäude - zweigeschossiges Traufenhaus des späten 18. Jh. mit dreieckigem Zwerchgiebel - Schutzgrund: geschichtlich, wissenschaftlich, städtebaulich, Kulturlandschaft prägend | weitere Fotos \| Fotos hochladen |
| 645          | Hundestraße 105 (53° 52′ 5″ N, 10° 41′ 41″ O)                            | Traufenhaus               | Schutzumfang: Auf das gesamte Gebäude - zweigeschossiges Traufenhaus des späten 18. Jh. mit dreieckigem Zwerchgiebel - Schutzgrund: geschichtlich, wissenschaftlich, städtebaulich, Kulturlandschaft prägend | weitere Fotos \| Fotos hochladen |
| 646          | Hundestraße 107 (53° 52′ 5″ N, 10° 41′ 41″ O)                            | Traufenhaus               | Schutzumfang: Auf das gesamte Gebäude - zweigeschossiges Traufenhaus mit dreieckübergiebeltem Fachwerkdacherker, im Kern vermutlich auf das frühe 17. Jh. zurückgehend - Schutzgrund: geschichtlich, wissenschaftlich, städtebaulich, Kulturlandschaft prägend | weitere Fotos \| Fotos hochladen |
| 647          | Hundestraße 109 (53° 52′ 5″ N, 10° 41′ 42″ O)                            | Traufenhaus               | Schutzumfang: Auf das Äußere des Gebäudes und erhaltenswerte ältere Teile im Inneren - zweigeschossiges Traufenhaus mit schlichter klassizistischer Putzfassade und zwei achsigem, durch Gesims abgeschlossenen Zwerchgiebel aus dem frühen 19. Jh. - Schutzgrund: geschichtlich, wissenschaftlich, städtebaulich, Kulturlandschaft prägend | weitere Fotos \| Fotos hochladen |

## Hüxstraße
| Objekt-ID | Lage                                             | Offizielle Bezeichnung         | Beschreibung | Bild                             |
| --------- | ------------------------------------------------ | ------------------------------ | --- | -------------------------------- |
| 648       | Hüxstraße 18 (53° 51′ 59″ N, 10° 41′ 12″ O)      | Bürgerhaus                     | Schutzumfang: Auf das Äußere des Gebäudes insbesondere die Fassade zur Hüxstraße mit dem Steildach - dreigeschossiges Bürgerhaus mit durch geschweiften, dreieckbekrönten Giebel abgeschlossener übertünchter Backsteinfassade aus der 2. Hälfte des 18. Jh. - Schutzgrund: Kulturlandschaft prägend, geschichtlich, städtebaulich, wissenschaftlich | weitere Fotos \| Fotos hochladen |
| 3890      | Hüxstraße 21 (53° 51′ 59″ N, 10° 41′ 15″ O)      | Bürgerhaus                     | Schutzumfang: Auf das Äußere des Gebäudes Bürgerhaus des 18. Jh. mit geschweiftem Volutengiebel - Schutzgrund: Kulturlandschaft prägend, geschichtlich, wissenschaftlich, städtebaulich - Eckgebäude – Königstraße 64 | weitere Fotos \| Fotos hochladen |
| 650       | Hüxstraße 23 (53° 51′ 58″ N, 10° 41′ 16″ O)      | Bürgerhaus                     | Schutzumfang: Auf das Äußere des Gebäudes insbesondere die Fassade zur Hüxstraße - Bürgerhaus mit dreieinhalbgeschossiger spätklassizistischer Putzfassade aus der Zeit um 1840 - Schutzgrund: Kulturlandschaft prägend, geschichtlich, wissenschaftlich, städtebaulich | Fotos hochladen                  |
| 651       | Hüxstraße 25 (53° 51′ 58″ N, 10° 41′ 16″ O)      | Bürgerhaus                     | Schutzumfang: Auf das Äußere des Gebäudes insbesondere die Fassade zur Hüxstraße - Schmales dreigeschossiges Bürgerhaus mit verputzter barocker Schweifgiebelfassade aus dem späten 18. Jh. - Schutzgrund: Kulturlandschaft prägend, geschichtlich, wissenschaftlich, städtebaulich | Fotos hochladen                  |
| 652       | Hüxstraße 27 (53° 51′ 58″ N, 10° 41′ 16″ O)      | Bürgerhaus mit Schweifgiebel   | Schutzumfang: Auf das gesamte Gebäude - Schmales Bürgerhaus mit dreigeschossiger barocker Putzfassade und Schweifgiebel aus der 2. Hälfte des 18. Jh. - Schutzgrund: Kulturlandschaft prägend, geschichtlich, wissenschaftlich, städtebaulich | Fotos hochladen                  |
| 653       | Hüxstraße 29 (53° 51′ 58″ N, 10° 41′ 16″ O)      | Bürgerhaus mit barockem Giebel | Schutzumfang: Auf das Äußere des Gebäudes insbesondere die Fassade zur Hüxstraße und Fragment der Inschrifttafel im Inneren - dreigeschossiges, schmales Bürgerhaus mit geschweiftem barocken Giebel; Fassade verputzt; 2. Hälfte 18. Jh. - Schutzgrund: Kulturlandschaft prägend, geschichtlich, wissenschaftlich, städtebaulich | Fotos hochladen                  |
| 654       | Hüxstraße 31 (53° 51′ 58″ N, 10° 41′ 17″ O)      | Bürgerhaus                     | Schutzumfang: Auf das Äußere des Gebäudes insbesondere die Fassade zur Hüxstraße - Bürgerhaus mit dreigeschossiger schlichter klassizistischer Putzfront von 1827 - Schutzgrund: Kulturlandschaft prägend, geschichtlich, wissenschaftlich, städtebaulich | Fotos hochladen                  |
| 655       | Hüxstraße 32 (53° 51′ 57″ N, 10° 41′ 17″ O)      | Bürgerhaus                     | Schutzumfang: Auf das gesamte Gebäude bestehend aus Vorderhaus und Seitenflügel - Bürgerhaus mit gotischem Treppengiebel aus der Zeit um 1500 - Schutzgrund: Kulturlandschaft prägend, geschichtlich, wissenschaftlich, städtebaulich | weitere Fotos \| Fotos hochladen |
| 656       | Hüxstraße 33 (53° 51′ 58″ N, 10° 41′ 17″ O)      | Bürgerhaus                     | Schutzumfang: Auf das Äußere des Gebäudes insbesondere die Fassade zur Hüxstraße - Bürgerhaus mit Empire-Fassade - Schutzgrund: Kulturlandschaft prägend, geschichtlich, wissenschaftlich, städtebaulich | Fotos hochladen                  |
| 657       | Hüxstraße 35 (53° 51′ 58″ N, 10° 41′ 18″ O)      | Bürgerhaus                     | Schutzumfang: Auf das gesamte Gebäude, bestehend aus Vorderhaus, Seitenflügel und Quergebäude - Bürgerhaus mit Renaissance-Treppengiebel, Seitenflügel und Quergebäude - Schutzgrund: Kulturlandschaft prägend, geschichtlich, wissenschaftlich, städtebaulich | Fotos hochladen                  |
| 658       | Hüxstraße 36 (53° 51′ 57″ N, 10° 41′ 18″ O)      | Wohn- und Geschäftshaus        | Schutzumfang: Auf das gesamte Gebäude aus Vorderhaus, Seitenflügel und Hof - Wohn- und Geschäftshaus von 1804 zwischen mittelalterlichen Brandmauern bestehend aus Vorderhaus und Seitenflügel, sowie überwiegend von mittelalterlichen Glintmauern eingefasstem Hof - Schutzgrund: Kulturlandschaft prägend, geschichtlich, wissenschaftlich, städtebaulich                                                                                            | BW                               |
| 659       | Hüxstraße 37 (53° 51′ 58″ N, 10° 41′ 18″ O)      | Bürgerhaus                     | Schutzumfang: Auf das gesamte Gebäude - Bürgerhaus mit geschweiftem Giebel - Schutzgrund: Kulturlandschaft prägend, geschichtlich, städtebaulich | weitere Fotos \| Fotos hochladen |
| 660       | Hüxstraße 38 (53° 51′ 57″ N, 10° 41′ 18″ O)      | Bürgerhaus                     | Schutzumfang: Fassade zur Hüxstraße insbesondere drei medaillonartige Reliefs - Bürgerhaus der 1. Hälfte des 19. Jh. mit einfacher klassizistischer Fassade - Schutzgrund: Kulturlandschaft prägend, geschichtlich, wissenschaftlich, städtebaulich | weitere Fotos \| Fotos hochladen |
| 661       | Hüxstraße 39 (53° 51′ 58″ N, 10° 41′ 19″ O)      | dreigeschossiges Bürgerhaus    | Schutzumfang: Auf das Äußere des Gebäudes insbesondere die Fassade zur Hüxstraße - Bürgerhaus mit dreigeschossiger spätklassizistischer Putzfassade von 1860 - Schutzgrund: Kulturlandschaft prägend, geschichtlich, wissenschaftlich, städtebaulich | weitere Fotos \| Fotos hochladen |
| 1360      | Hüxstraße 40 (53° 51′ 57″ N, 10° 41′ 18″ O)      | Dielenhaus                     | Schutzumfang: Auf das gesamte Vorderhaus mit Seitenflügel - Im Kern mittelalterliches Dielenhaus mit Seitenflügel, 1854 zu drei einhalbgeschossigem Wohnhaus umgebaut - Schutzgrund: geschichtlich, wissenschaftlich, städtebaulich, Kulturlandschaft prägend | BW                               |
| 662       | Hüxstraße 41 (53° 51′ 58″ N, 10° 41′ 19″ O)      | Bürgerhaus                     | Schutzumfang: Auf das Äußere des Gebäudes insbesondere die Fassade zur Hüxstraße - Bürgerhaus mit dreieinhalbgeschossiger spätklassizistischer Putzfassade von 1876 - Schutzgrund: Kulturlandschaft prägend, geschichtlich, wissenschaftlich, technisch | weitere Fotos \| Fotos hochladen |
| 663       | Hüxstraße 42 (53° 51′ 57″ N, 10° 41′ 19″ O)      | Bürgerhaus                     | Schutzumfang: Auf das gesamte Gebäude bestehend aus Vorderhaus und Seitenflügel (ohne bauliche Erweiterungen) - Bürgerhaus des 18. Jh. mit geschweiftem barocken Giebel - Schutzgrund: Kulturlandschaft prägend, geschichtlich, wissenschaftlich, städtebaulich | Fotos hochladen                  |
| 664       | Hüxstraße 44 (53° 51′ 57″ N, 10° 41′ 19″ O)      | Dielenhaus                     | Schutzumfang: Auf die Konstruktion und das Äußere des gesamten Gebäudes - Schmales, zweigeschossiges, zweiachsiges Dielenhaus mit Seitenflügel, frühes 16. Jh. - Schutzgrund: Kulturlandschaft prägend, städtebaulich, geschichtlich | Fotos hochladen                  |
| 665       | Hüxstraße 45 (53° 51′ 57″ N, 10° 41′ 20″ O)      | Bürgerhaus                     | Schutzumfang: Auf das Äußere des Gebäudes - Bürgerhaus mit breiter, dreigeschossiger, fünfachsiger, spätklassizistischer Putzfassade von 1855 - Schutzgrund: geschichtlich, wissenschaftlich, städtebaulich, Kulturlandschaft prägend | weitere Fotos \| Fotos hochladen |
| 666       | Hüxstraße 46 (53° 51′ 57″ N, 10° 41′ 20″ O)      | Dielenhaus                     | Schutzumfang: Auf das Äußere des Gebäudes und Konstruktion des Vorderhauses - Schmales zweigeschossiges, zweiachsiges Dielenhaus des frühen 16. Jh. - Schutzgrund: geschichtlich, wissenschaftlich, städtebaulich, Kulturlandschaft prägend | Fotos hochladen                  |
| 1361      | Hüxstraße 47 (53° 51′ 57″ N, 10° 41′ 21″ O)      | Wohn- und Geschäftshaus        | Schutzumfang: Auf das gesamte Gebäude bestehend aus Vorderhaus und Seitenflügel auf historischem Grundstück mit umgebenden Glintmauern - Im Kern 1873 als Wohn- und Geschäftshaus weitgehend erneuertes, auf das 16. Jh. zurückgehendes ehem. Brauhaus - Schutzgrund: geschichtlich, wissenschaftlich, Kulturlandschaft prägend | BW                               |
| 667       | Hüxstraße 48 (53° 51′ 57″ N, 10° 41′ 20″ O)      | Bürgerhaus                     | Schutzumfang: Auf das gesamte Gebäude - Bürgerhaus des 18. Jh. mit Barockgiebel, kleiner Diele und Dielentreppe - Schutzgrund: Kulturlandschaft prägend, geschichtlich, wissenschaftlich, städtebaulich | Fotos hochladen                  |
| 668       | Hüxstraße 50 (53° 51′ 57″ N, 10° 41′ 21″ O)      | Wohn- und Geschäftshaus        | Schutzumfang: Auf das Äußere des Gebäudes und Konstruktion des Vorderhauses - Wohn- und Geschäftshaus; zweigeschossig; von 1860 - Schutzgrund: Kulturlandschaft prägend, geschichtlich, wissenschaftlich, städtebaulich | Fotos hochladen                  |
| 669       | Hüxstraße 58 (53° 51′ 56″ N, 10° 41′ 22″ O)      | Bürgerhaus                     | Schutzumfang: Auf das gesamte Gebäude - Bürgerhaus mit schlichtem Renaissance-Treppengiebel aus der Zeit um 1600 - Schutzgrund: Kulturlandschaft prägend, geschichtlich, städtebaulich, wissenschaftlich | Fotos hochladen                  |
| 670       | Hüxstraße 60 (53° 51′ 56″ N, 10° 41′ 22″ O)      | Wohn- und Geschäftshaus        | Schutzumfang: Auf die Konstruktion und das Äußere von Vorderhaus und Seitenflügel - dreigeschossiges, dreiachsiges Wohn- und Geschäftshaus - Schutzgrund: Kulturlandschaft prägend, städtebaulich, geschichtlich, wissenschaftlich | Fotos hochladen                  |
| 671       | Hüxstraße 62 (53° 51′ 56″ N, 10° 41′ 23″ O)      | Eingeschossiges Vorderhaus     | Schutzumfang: Auf die historischen Umfassungsmauern des Vorderhauses und Seitenflügels (Brandwände und Teile von Vorderhaus und Rückgiebel), die konstruktiven Holzteile im Inneren (Balkenlagen, Fragmente der ehem. Galerie) Dachstuhl des Vorderhauses - Im Kern mittelalterliches, eingeschossiges Vorderhaus mit zweigeschossigem Seitenflügel in Fachwerk - Schutzgrund: Kulturlandschaft prägend, geschichtlich, wissenschaftlich, städtebaulich | BW                               |
| 672       | Hüxstraße 66 (53° 51′ 56″ N, 10° 41′ 23″ O)      | Bürgerhaus                     | Schutzumfang: Auf das gesamte Gebäude - Bürgerhaus mit gotischem Treppengiebel, erbaut um 1500 - Schutzgrund: Kulturlandschaft prägend, geschichtlich, wissenschaftlich, städtebaulich | weitere Fotos \| Fotos hochladen |
| 673       | Hüxstraße 69 (53° 51′ 56″ N, 10° 41′ 24″ O)      | Bürgerhaus                     | Schutzumfang: Auf das gesamte Gebäude - Bürgerhaus mit schlichter, dreigeschossiger, klassizistischer Putzfassade aus der Zeit um 1810/20 - Schutzgrund: Kulturlandschaft prägend, geschichtlich, wissenschaftlich, städtebaulich | weitere Fotos \| Fotos hochladen |
| 674       | Hüxstraße 72 (53° 51′ 56″ N, 10° 41′ 24″ O)      | Wohnhaus                       | Schutzumfang: Auf das gesamte Gebäude - Schmales, zweiachsiges Wohngebäude von 3 Geschossen - Schutzgrund: Kulturlandschaft prägend, geschichtlich, wissenschaftlich, städtebaulich | BW                               |
| 675       | Hüxstraße 73 (53° 51′ 56″ N, 10° 41′ 25″ O)      | Wohn- und Geschäftshaus        | Schutzumfang: Auf das gesamte Gebäude bestehend aus Vorderhaus und Seitenflügel - dreigeschossiges Wohn- und Geschäftshaus mit Attikageschoss, im Kern mittelalterliches Dielenhaus - Schutzgrund: Kulturlandschaft prägend, geschichtlich, wissenschaftlich, städtebaulich | Fotos hochladen                  |
| 676       | Hüxstraße 75 (53° 51′ 56″ N, 10° 41′ 26″ O)      | Wohn- und Geschäftshaus        | Schutzumfang: Auf das gesamte Gebäude bestehend aus Vorderhaus und Seitenflügel - dreigeschossiges, giebelständiges Wohn- und Geschäftshaus, bestehend aus Vorderhaus und Seitenflügel - Schutzgrund: Kulturlandschaft prägend, geschichtlich, wissenschaftlich, städtebaulich | Fotos hochladen                  |
| 677       | Hüxstraße 76 (53° 51′ 56″ N, 10° 41′ 24″ O)      | Traufenhaus                    | Schutzumfang: Auf das gesamte Vorderhaus - Kleines zweigeschossiges Traufenhaus; Teil einer im Kern mittelalterlichen Reihenhauszeile (Ersterwähnung 1325) - Schutzgrund: geschichtlich, wissenschaftlich, städtebaulich, Kulturlandschaft prägend | BW                               |
| 678       | Hüxstraße 77 (53° 51′ 56″ N, 10° 41′ 26″ O)      | Wohn- und Geschäftshaus        | Schutzumfang: Auf das gesamte Gebäude bestehend aus Vorderhaus und Seitenflügel - viergeschossiges Wohn- und Geschäftshaus, bestehend aus Vorderhaus und Seitenflügel - Schutzgrund: Kulturlandschaft prägend, geschichtlich, wissenschaftlich, städtebaulich | weitere Fotos \| Fotos hochladen |
| 679       | Hüxstraße 78 (53° 51′ 55″ N, 10° 41′ 25″ O)      | Traufenhaus                    | Schutzumfang: Auf das gesamte Vorderhaus - Kleines zweigeschossiges Traufenhaus; Teil einer im Kern mittelalterlichen Reihenhauszeile (Ersterwähnung 1325) - Schutzgrund: geschichtlich, wissenschaftlich, städtebaulich, Kulturlandschaft prägend | BW                               |
| 680       | Hüxstraße 79 (53° 51′ 56″ N, 10° 41′ 26″ O)      | Wohn- und Geschäftshaus        | Schutzumfang: Auf den gesamten Seitenflügel und Brandmauern des Vorderhauses - Rückwärtiger Seitenflügel des 1904 anstelle eines mittelalterlichen GiebeIhauses errichteten, viergeschossigen Wohn- und Geschäftshauses - Schutzgrund: Kulturlandschaft prägend, geschichtlich, wissenschaftlich, städtebaulich | weitere Fotos \| Fotos hochladen |
| 681       | Hüxstraße 80 (53° 51′ 55″ N, 10° 41′ 25″ O)      | Traufenhaus                    | Schutzumfang: Auf das gesamte Vorderhaus - Kleines zweigeschossiges Traufenhaus; Teil einer im Kern mittelalterlichen Reihenhauszeile (Ersterwähnung 1325) - Schutzgrund: geschichtlich, wissenschaftlich, städtebaulich, Kulturlandschaft prägend | BW                               |
| 682       | Hüxstraße 82 (53° 51′ 55″ N, 10° 41′ 26″ O)      | Traufenhaus                    | Schutzumfang: Auf das gesamte Vorderhaus - Kleines zweigeschossiges Traufenhaus; Teil einer im Kern mittelalterlichen Reihenhauszeile (Ersterwähnung 1325) - Schutzgrund: geschichtlich, wissenschaftlich, städtebaulich, Kulturlandschaft prägend | BW                               |
| 683       | Hüxstraße 94 (53° 51′ 55″ N, 10° 41′ 28″ O)      | Gebäude in Ecklage             | Schutzumfang: Auf das Äußere des Gebäudes und die Konstruktion des Gebäudes sowie auf die bemalte Lehmschlagdecke im Inneren (EG) - zweigeschossiges verputztes Gebäude in Ecklage mit hohem Satteldach (ehem. Dielenhaus, errichtet zwischen 1358 und 1378) - Schutzgrund: Kulturlandschaft prägend, geschichtlich, wissenschaftlich, städtebaulich | BW                               |
| 684       | Hüxstraße 96 (53° 51′ 54″ N, 10° 41′ 29″ O)      | dreigeschossiges Gebäude       | Schutzumfang: Auf das gesamte Gebäude des freistehenden Fachwerkhauses einschl. Dachstuhl - Palaisartig ausgebildetes dreigeschossiges Gebäude an der Ecke Balauerfohr mit klassizistischer Putzfassade von sieben Achsen Breite - Eckgebäude – Balauerfohr 1 - Schutzgrund: Kulturlandschaft prägend, geschichtlich, wissenschaftlich, städtebaulich                                                                                                   | Fotos hochladen                  |
|           | Hüxstraße 107 (53° 51′ 54″ N, 10° 41′ 31″ O)     | Wohn- und Geschäftshaus        | Schutzumfang: Das gesamte Gebäude mit zugehöriger Freifläche - Dreigeschossiges Wohn- und Geschäftshaus unter ausgebautem, zur Straßenseite abgewalmtem Flachdach, 1906/07 errichtet. Dreiachsige Fassade in Mischformen des ausklingenden Jugendstils und der Heimatschutzarchitektur. - Schutzgrund: geschichtlich, städtebaulich | BW                               |
| 685       | Hüxstraße 111 (53° 51′ 54″ N, 10° 41′ 32″ O)     | Bürgerhaus                     | Schutzumfang: Auf den gesamten Gebäudekomplex bestehend aus Vorderhaus, Seitenflügel mit Anbau und Quergebäude - Bürgerhaus mit abgeschweiftem barocken Giebel, als dreigeschossige Schaufassade vor giebelständigem Vorderhaus des 18. Jh. - Schutzgrund: Kulturlandschaft prägend, geschichtlich, wissenschaftlich, städtebaulich | Fotos hochladen                  |
| 686       | Hüxstraße 115 (53° 51′ 54″ N, 10° 41′ 33″ O)     | Giebelständiges Haus           | Schutzumfang: Auf das Vorderhaus (Vorder- und Rückfassade), Flügel: (Äußeres einschl. Dachstuhl/-deckung) - Vorderhaus mit Seitenflügel - Schutzgrund: Kulturlandschaft prägend, geschichtlich, wissenschaftlich, städtebaulich | weitere Fotos \| Fotos hochladen |
| 2653      | Hüxstraße 118-120 (53° 51′ 53″ N, 10° 41′ 33″ O) | „Luise-Klinsmann-Haus“         | „Luise-Klinsmann-Haus“, 1963–65 nach Entwurf von Ernst Blunck (1903 geb.) als Volkshochschule errichtet. - Begründung: geschichtlich, künstlerisch, städtebaulich - Schutzumfang: Auf das gesamte Gebäude. | BW                               |
| 687       | Hüxstraße 119 (53° 51′ 54″ N, 10° 41′ 34″ O)     | Bürgerhaus                     | Schutzumfang: Auf das gesamte Gebäude - Schmales dreigeschossiges Bürgerhaus mit spätbarocker Putzfassade und geschweiftem, dreieckbekrönten Giebel von 1785 - Schutzgrund: Kulturlandschaft prägend, geschichtlich, wissenschaftlich, städtebaulich | weitere Fotos \| Fotos hochladen |
| 688       | Hüxstraße 121 (53° 51′ 54″ N, 10° 41′ 34″ O)     | Bürgerhaus                     | Schutzumfang: Auf das gesamte Gebäude - Bürgerhaus mit dreigeschossiger spätbarocker Putzfassade von 5 Achsen und geschweiftem, dreieckbekröntem Giebel - Schutzgrund: Kulturlandschaft prägend, geschichtlich, wissenschaftlich, städtebaulich | Fotos hochladen                  |
| 689       | Hüxstraße 128 (53° 51′ 53″ N, 10° 41′ 35″ O)     | Bürgerhaus                     | Schutzumfang: Auf das Äußere des Gebäudes insbesondere die Fassade zur Hüxstraße - Bürgerhaus mit gotischem Treppengiebel aus der Zeit um 1500 - Schutzgrund: geschichtlich, wissenschaftlich, städtebaulich, Kulturlandschaft prägend | Fotos hochladen                  |

## Hüxterdamm
| Objekt-ID | Lage                                           | Offizielle Bezeichnung | Beschreibung | Bild |
| --------- | ---------------------------------------------- | ---------------------- | --- | ---- |
| 1671      | Hüxterdamm (53° 51′ 54″ N, 10° 41′ 43″ O)      | Hüxtertorbrücke        | Aktualisierung vorgesehen | BW   |
| 1670      | Hüxterdamm 18 a (53° 51′ 53″ N, 10° 41′ 46″ O) | Villa                  | Schutzumfang: Auf das gesamte Gebäude mit Freigelände vor und hinter dem Haus - Symmetrischer zweigeschossiger Ziegelbau mit Rustizierung - Schutzgrund: geschichtlich, städtebaulich | BW   |

## Jakobikirchhof
| Objekt-ID    | Lage                                              | Offizielle Bezeichnung          | Beschreibung | Bild                             |
| ------------ | ------------------------------------------------- | ------------------------------- | --- | -------------------------------- |
| 690          | Jakobikirchhof 1–4 (53° 52′ 16″ N, 10° 41′ 22″ O) | Pastorenhäuser                  | Schutzumfang: Auf die gesamte Baugruppe, sowohl auf das Äußere und auf historische Teile im Inneren - Pastorenhäuser von St.-Jakobi - Eckgebäude – Koberg 7 - Schutzgrund: geschichtlich, wissenschaftlich, städtebaulich, Kulturlandschaft prägend | weitere Fotos \| Fotos hochladen |
| 691 Wikidata | Jakobikirchhof 5 (53° 52′ 15″ N, 10° 41′ 21″ O)   | St.-Jakobi-Kirche (evangelisch) | Schutzumfang: Auf die gesamte Baugruppe, sowohl auf das Äußere, als auch auf die erhaltenen historischen Teile des Inneren - St.-Jakobi-Kirche, dreischiffige Stufenhallenkirche aus Backstein mit polygonalem Dreiapsidenschluss, quadratischer Westturm zwischen Turmseitenkapellen, Dachreiter und seitliche Anbauten; Ersterwähnung 1227, Weihe 1334 - Schutzgrund: geschichtlich, städtebaulich, Kulturlandschaft prägend | weitere Fotos \| Fotos hochladen |
| 692          | Jakobikirchhof 5–6 (53° 52′ 14″ N, 10° 41′ 22″ O) | Pastorat                        | Schutzumfang: Auf das gesamte Gebäude - Pastorat der St.-Jakobi-Kirche - Schutzgrund: geschichtlich, wissenschaftlich, städtebaulich, Kulturlandschaft prägend | Fotos hochladen                  |

## Kaiserstraße
| Objekt-ID | Lage                                            | Offizielle Bezeichnung | Beschreibung | Bild                             |
| --------- | ----------------------------------------------- | ---------------------- | --- | -------------------------------- |
| 693       | Kaiserstraße 3 (53° 52′ 25″ N, 10° 41′ 30″ O)   | Wohngebäude            | Schutzumfang: Die Umfassungsmauern des Gebäudes, das sind die Brandmauern zu den Nachbargebäuden Nr. 1 und 5, die straßenseitige Fassade sowie die nördlich innenliegende Hauswand - dreigeschossiges Wohngebäude im baulichen Zusammenhang mit einem Halbschalenturm der mittelalterlichen Stadtmauer - Schutzgrund: geschichtlich, wissenschaftlich, städtebaulich, Kulturlandschaft prägend | Fotos hochladen                  |
| 694       | Kaiserstraße 5 (53° 52′ 25″ N, 10° 41′ 31″ O)   | Halbschalenturm        | Schutzumfang: Das gesamte Gebäude (Das Innere im Erdgeschoss des Halbschalenturmes und die zugehörige Teilunterkellerung im Bereich darunter sind ausgenommen; diese gehören zum Gebäude Kaiserstraße 3) - Halbschalenturm als Teil der mittelalterlichen Stadtummauerung - Schutzgrund: geschichtlich, wissenschaftlich, städtebaulich, Kulturlandschaft prägend                              | Fotos hochladen                  |
| 695       | Kaiserstraße 6–8 (53° 52′ 25″ N, 10° 41′ 30″ O) | Doppelhaus             | Schutzumfang: Das Äußere des Gebäudes insbesondere die Fassade zur Kaiserstraße und die klassizistische Haustür - Doppelhaus mit abgetrepptem Zwerchgiebel, vermutlich aus dem 17. Jahrhundert - Schutzgrund: geschichtlich, wissenschaftlich, städtebaulich, Kulturlandschaft prägend | weitere Fotos \| Fotos hochladen |

## Kanalstraße
| Objekt-ID | Lage                                          | Offizielle Bezeichnung | Beschreibung | Bild            |
| --------- | --------------------------------------------- | ---------------------- | --- | --------------- |
| 4005      | Kanalstraße 8 (53° 52′ 24″ N, 10° 41′ 34″ O)  | Block 2                | Die Bebauung des Baublocks Kanalstraße, Rosenstraße und Wakenitzmauer ist wegen der weitgehend überlieferten Erstbebauung am Rande der Lübecker Altstadtinsel ein besonderes Zeugnis der Architektur- und Stadtbaugeschichte aus der Zeit zwischen 1903/1929. - Begründung: geschichtlich, städtebaulich - Schutzumfang: auf die städtebaulich wirksame Bausubstanz der Blockrandbebauung (Materialität, Straßenfassaden, Kubatur, Dachformen) sowie die prägenden und im Kontext zueinander stehenden halböffentlichen Bereiche (Treppenhäuser). - Denkmaltyp: Mehrheit von baulichen Anlagen bestehend aus Kanalstraße 2, Kanalstraße 4, Kanalstraße 6, Kanalstraße 8, Kanalstraße 10, Kanalstraße 20, Kanalstraße 22, Rosenpforte 1, Rosenpforte 3, Rosenpforte 5, Wakenitzmauer 1, Wakenitzmauer 1 a, Wakenitzmauer 1 b, Wakenitzmauer 3, Wakenitzmauer 3 a, Wakenitzmauer 3 b, Wakenitzmauer 5, Wakenitzmauer 5 a, Wakenitzmauer 7, Wakenitzmauer 7 a, Wakenitzmauer 9, Wakenitzmauer 9 a, | BW              |
| 3174      | Kanalstraße 24 (53° 52′ 20″ N, 10° 41′ 35″ O) | Verwaltungsbau         | Schutzumfang: Auf das Äußere des Hauptgebäudes und des Anbaus. Der eingeschossige Zwischentrakt sowie das 1935 von Glogner & Vermehren errichtete und 1954 zur Garage umgebaute Werkstattgebäude sind nicht im Denkmalumfang enthalten. - 1909 fertiggestellt nach Plänen des Architekten Carl Mühlenpfordt - Schutzgrund: wissenschaftlich, geschichtlich | Fotos hochladen |
| 1362      | Kanalstraße 52 (53° 52′ 14″ N, 10° 41′ 41″ O) | Geschäftshaus          | Schutzumfang: Das gesamte Gebäude inkl. Anbau der 1950er Jahre und hofseitige Freifläche mit gemauertem Einfahrtspfosten - Geschäftshaus von 1918/19 nach Entwurf von Emil Teichmann im Heimatstil; zweigeschossiger Klinkerbau mit Giebel zur Kanalstraße - Schutzgrund: geschichtlich, wissenschaftlich, städtebaulich | BW              |

## Kapitelstraße
Im Marien Quartier.
| Objekt-ID    | Lage                                             | Offizielle Bezeichnung | Beschreibung | Bild                             |
| ------------ | ------------------------------------------------ | ---------------------- | --- | -------------------------------- |
| 696          | Kapitelstraße 2 a (53° 51′ 48″ N, 10° 41′ 10″ O) | Sandsteintafeln        | Schutzumfang: Zwei Sandsteintafeln, in die Front des Neubaus eingelassen - Teile von baulichen Anlagen - Schutzgrund: geschichtlich, wissenschaftlich, Kulturlandschaft prägend | BW                               |
| 697          | Kapitelstraße 4 (53° 51′ 48″ N, 10° 41′ 9″ O)    | Bürgerhaus             | Schutzumfang: Auf das Äußere des Gebäudes, einschl. der Haustür - Bürgerhaus des 17. Jahrhunderts mit Renaissance-Staffelgiebel - Schutzgrund: geschichtlich, wissenschaftlich, städtebaulich, Kulturlandschaft prägend | weitere Fotos \| Fotos hochladen |
| 698          | Kapitelstraße 5 (53° 51′ 47″ N, 10° 41′ 9″ O)    | Bürgerhaus             | Schutzumfang: Das Äußere des Gebäudes - Bürgerhaus des 17. Jahrhunderts; auf das 14. Jahrhundert zurückgehendes Renaissancegebäude von 1581 mit einer Backstein-Rokokofassade aus der zweien Hälfte des 18. Jahrhunderts; Wohnhaus des Stadtkommandanten Egmont von Chasôt - Schutzgrund: geschichtlich, wissenschaftlich, städtebaulich | weitere Fotos \| Fotos hochladen |
| 699          | Kapitelstraße 6 (53° 51′ 48″ N, 10° 41′ 9″ O)    | Bürgerhaus             | Schutzumfang: Das Äußere des Gebäudes - Kleines Bürgerhaus, etwa um 1600, mit schmucklosem Staffelgiebel und spitzbogig geschlossener Portalöffnung - Schutzgrund: geschichtlich, wissenschaftlich, städtebaulich, Kulturlandschaft prägend | weitere Fotos \| Fotos hochladen |
| 700 Wikidata | Kapitelstraße 7 (53° 51′ 47″ N, 10° 41′ 9″ O)    | Bürgerhaus             | Schutzumfang: Das Äußere des Gebäudes - Bürgerhaus des frühen 19. Jahrhundert; zusammen mit Kapitelstraße 5 sehenswerte Gruppe in der unmittelbaren Umgebung vom Schloß Rantzau; Kurie der Dom-Vikare. Ab September 1755 bis 1873 Kapelle der katholischen Gemeinde in Lübeck - Schutzgrund: geschichtlich, wissenschaftlich, städtebaulich, städtebaulich | weitere Fotos \| Fotos hochladen |
| 701          | Kapitelstraße 8 (53° 51′ 48″ N, 10° 41′ 7″ O)    | Kelleranlage           | Schutzumfang: Die gesamte erhaltene Kelleranlage (Raumstruktur, historische Wände) - Teil einer mittelalterlichen Kelleranlage aus dem 14. Jahrhundert einer ehemaligen Domherren-Kurie, von der nur ein Schuppen sowie Kelleranlagen des 14. Jahrhunderts erhalten sind. Der Rest der Bebauung wurde beim Bombenangriff 1942 zerstört. Dort verbrachte der Kunsthistoriker Karl Friedrich von Rumohr seine beiden letzten Lebensjahre. Danach Wohnsitz des Richters am Oberappellationsgericht der vier Freien Städte Ernst Adolf Theodor Laspeyres und nach diesem Sitz der von der Gesellschaft zur Beförderung gemeinnütziger Tätigkeit eingerichteten Gewerbeschule. Später richtete Maler und Museumsdirektor Willibald Leo von Lütgendorff-Leinburg dort seine Kunstschule ein. - Schutzgrund: geschichtlich, wissenschaftlich, städtebaulich, Kulturlandschaft prägend | Fotos hochladen                  |

## Kleine Altefähre
| Objekt-ID | Lage                                                | Offizielle Bezeichnung | Beschreibung | Bild                             |
| --------- | --------------------------------------------------- | ---------------------- | --- | -------------------------------- |
| 702       | Kleine Altefähre 1–9 (53° 52′ 24″ N, 10° 41′ 20″ O) | Bürgerhaus             | Schutzumfang: Das Äußere des Gebäudes - Bürgerhaus des 18. Jahrhunderts mit abgeschweiftem großflächigem Giebel und Rokoko-Portal - Eckgebäude, Große Altefähre 10, 12, 14 - Schutzgrund: geschichtlich, wissenschaftlich, städtebaulich, Kulturlandschaft prägend | weitere Fotos \| Fotos hochladen |
| 703       | Kleine Altefähre 2 (53° 52′ 23″ N, 10° 41′ 21″ O)   | Bürgerhaus             | Schutzumfang: Das Äußere des Gebäudes - Bürgerhaus aus dem Ende des 18. Jahrhunderts - Schutzgrund: geschichtlich, wissenschaftlich, städtebaulich, Kulturlandschaft prägend | weitere Fotos \| Fotos hochladen |
| 704       | Kleine Altefähre 8 (53° 52′ 26″ N, 10° 41′ 21″ O)   | Bürgerhaus             | Schutzumfang: Das gesamte Gebäude - Bürgerhaus mit schlichter, zweieinhalbgeschossiger, klassizistischer Putzfassade des frühen 19. Jahrhunderts - Schutzgrund: geschichtlich, wissenschaftlich, städtebaulich, Kulturlandschaft prägend | weitere Fotos \| Fotos hochladen |
| 705       | Kleine Altefähre 10 (53° 52′ 26″ N, 10° 41′ 20″ O)  | Bürgerhaus             | Schutzumfang: Das gesamte Gebäude, bestehend aus Vorderhaus, Seitenflügel und Quergebäude - Bürgerhaus mit gotischem Giebel aus der Zeit um 1500 - Schutzgrund: geschichtlich, wissenschaftlich, städtebaulich, Kulturlandschaft prägend | weitere Fotos \| Fotos hochladen |
| 706       | Kleine Altefähre 12 (53° 52′ 26″ N, 10° 41′ 20″ O)  | Wohngebäude            | Schutzumfang: Die gesamte bemalte Wandverkleidung auf Holzträger - Gruppe von zwei Wohngebäuden; bemalte Wandverkleidung auf Holzträger; Häuser mit unterschiedlichen Fassaden, beide auf die erste Hälfte des 14. Jahrhunderts zurückgehend. Linkes Haus mit Renaissancefassade der ersten Hälfte des 16. Jahrhunderts, rechtes Haus mit klassizistischer Putzfassade von etwa 1800 - Schutzgrund: geschichtlich, künstlerisch, Kulturlandschaft prägend | weitere Fotos \| Fotos hochladen |
| 707       | Kleine Altefähre 15 (53° 52′ 25″ N, 10° 41′ 20″ O)  | Traufenhaus            | Schutzumfang: Das Äußere des Gebäudes und erhaltenswerte Teile im Inneren - Dreigeschossiges Traufenhaus mit Putzfassade und dreieckig geschlossenem Zwerchgiebel aus der Zeit um 1800 - Schutzgrund: geschichtlich, wissenschaftlich, städtebaulich, Kulturlandschaft prägend | weitere Fotos \| Fotos hochladen |
| 708       | Kleine Altefähre 17 (53° 52′ 25″ N, 10° 41′ 20″ O)  | Querhaus               | Schutzumfang: Das Äußere des Gebäudes, einschließlich der Haustür mit dem Oberlicht, im Inneren auf die Diele - Schlichtes Querhaus mit Dachausbau vom Anfang des 19. Jahrhunderts - Schutzgrund: geschichtlich, wissenschaftlich, städtebaulich, Kulturlandschaft prägend | weitere Fotos \| Fotos hochladen |
| 709       | Kleine Altefähre 19 (53° 52′ 25″ N, 10° 41′ 20″ O)  | Querhaus               | Schutzumfang: Das Äußere des Gebäudes insbesondere die Fassade zur Kleinen Altenfähre - Breites Querhaus des 18. Jahrhunderts mit geschweiftem Zwerchgiebel; Haustür mit Oberlicht aus der Entstehungszeit - Schutzgrund: geschichtlich, wissenschaftlich, städtebaulich, Kulturlandschaft prägend | weitere Fotos \| Fotos hochladen |
| 710       | Kleine Altefähre 21 (53° 52′ 26″ N, 10° 41′ 20″ O)  | Bürgerhaus             | Schutzumfang: Das gesamte Gebäude - Schmales Bürgerhaus mit Treppengiebel, vermutlich entstanden in der zweiten Hälfte des 16. Jahrhunderts - Schutzgrund: geschichtlich, wissenschaftlich, städtebaulich, Kulturlandschaft prägend | weitere Fotos \| Fotos hochladen |

## Kleine Burgstraße
| Objekt-ID    | Lage                                                                | Offizielle Bezeichnung                                      | Beschreibung | Bild                             |
| ------------ | ------------------------------------------------------------------- | ----------------------------------------------------------- | --- | -------------------------------- |
| 711          | Kleine Burgstraße 2 (53° 52′ 23″ N, 10° 41′ 22″ O)                  | Wohnhaus                                                    | Schutzumfang: Das Äußere des Gebäudes - Klassizistisches Wohnhaus als Abschluss der Straße Hinter der Burg sowie an der Burgtreppe gelegen - Schutzgrund: geschichtlich, wissenschaftlich, städtebaulich, Kulturlandschaft prägend | weitere Fotos \| Fotos hochladen |
| 712          | Kleine Burgstraße 7 (53° 52′ 22″ N, 10° 41′ 22″ O)                  | Kleinhaus                                                   | Schutzumfang: Das gesamte Gebäude - zweigeschossiges, dreiachsiges Kleinhaus mit Hochkeller, im Kern mittelalterliche Bude - Schutzgrund: geschichtlich, wissenschaftlich, städtebaulich, Kulturlandschaft prägend | BW                               |
| 1210         | Kleine Burgstraße 9 (53° 52′ 22″ N, 10° 41′ 22″ O)                  | Reihenhaus                                                  | Schutzumfang: Das gesamte Gebäude bestehend aus Vorderhaus und Seitenflügel - Zweigeschossiges, dreiachsiges traufständiges Reihenhaus auf hohem Kellergeschoss unter einem Dach mit den Nachbargebäuden - Schutzgrund: geschichtlich, wissenschaftlich, städtebaulich, Kulturlandschaft prägend                                          | BW                               |
| 713          | Kleine Burgstraße 11 (53° 52′ 22″ N, 10° 41′ 22″ O)                 | Traufenhaus                                                 | Schutzumfang: Das gesamte Gebäude - Zweigeschossiges Traufenhaus mit Putzfassade und kleinem geschweiften Zwerchgiebel mit Segmentbogenabschluss - Schutzgrund: geschichtlich, wissenschaftlich, städtebaulich, Kulturlandschaft prägend                                                                                                  | weitere Fotos \| Fotos hochladen |
| 714          | Kleine Burgstraße 16 (53° 52′ 21″ N, 10° 41′ 20″ O)                 | Bürgerhaus                                                  | Schutzumfang: Das gesamte Gebäude - Bürgerhaus mit hohem, ehemals durch flachbogige Blenden- und Lukenreihen gezierten Renaissance-Treppengiebel von 1594 - Schutzgrund: geschichtlich, wissenschaftlich, städtebaulich, Kulturlandschaft prägend                                                                                         | weitere Fotos \| Fotos hochladen |
| 715          | Kleine Burgstraße 19 (53° 52′ 21″ N, 10° 41′ 21″ O)                 | Traufenhaus                                                 | Schutzumfang: Das Äußere des Gebäudes sowie erhaltenswerte ältere Teile im Inneren - Kleines zweigeschossiges Traufenhaus mit verputzter Fassade und dreieckig geschlossenem Zwerchgiebel in der Mittelachse aus der Zeit um 1800, im Kern älter - Schutzgrund: geschichtlich, wissenschaftlich, städtebaulich, Kulturlandschaft prägend  | weitere Fotos \| Fotos hochladen |
| 716 Wikidata | Kleine Burgstraße 22 (53° 52′ 20″ N, 10° 41′ 19″ O)                 | Ehemaliges Gebäude des vor 1284 gegründeten Kranen-Konvents | Schutzumfang: Das gesamte Gebäude, bestehend aus Vorderhaus, zwei Seitenflügeln und einem Seitenflügelanbau - Ehemaliges Gebäude des vor 1284 gegründeten Kranen-Konvents (Beghinen) mit frühgotischer noch in Geschosse gegliederter Giebelfront - Schutzgrund: geschichtlich, wissenschaftlich, städtebaulich, Kulturlandschaft prägend | weitere Fotos \| Fotos hochladen |
| 717 Wikidata | Kleine Burgstraße 24–26 (53° 52′ 19″ N, 10° 41′ 19″ O)              | Ernestinenschule                                            | Schutzumfang: Das gesamte Gebäude - Ernestinenschule, erbaut 1903–04 nach Entwurf von Baudirektor Johannes Baltzer - Schutzgrund: geschichtlich, wissenschaftlich, städtebaulich, Kulturlandschaft prägend | weitere Fotos \| Fotos hochladen |
| 1363         | Kleine Burgstraße 25 (53° 52′ 21″ N, 10° 41′ 21″ O)                 | Wohnhaus                                                    | Schutzumfang: Das gesamte Gebäude mit Hof/Garten und rückseitig abschließender Glintmauer - 1868 zwischen mittelalterlichen Brandmauern neu erbaut mit Aufstockung zu dreigeschossigem Wohnhaus - Schutzgrund: geschichtlich, wissenschaftlich, städtebaulich, Kulturlandschaft prägend                                                   | BW                               |
| 718          | Kleine Burgstraße 31/Linhöfts Gang 3 (53° 52′ 20″ N, 10° 41′ 21″ O) | Fachwerkbude                                                | Schutzumfang: Das gesamte Gebäude - zweigeschossige Fachwerkbude des späten 16. Jahrhunderts - Schutzgrund: geschichtlich, wissenschaftlich, städtebaulich, Kulturlandschaft prägend | Fotos hochladen                  |

## Kleine Gröpelgrube
| Objekt-ID | Lage                                                                      | Offizielle Bezeichnung | Beschreibung | Bild                             |
| --------- | ------------------------------------------------------------------------- | ---------------------- | --- | -------------------------------- |
| 719       | Kleine Gröpelgrube 11 (53° 52′ 21″ N, 10° 41′ 30″ O)                      | Querhaus               | Schutzumfang: Das Äußere des Gebäudes insbesondere die Fassade zur Kleinen Gröpelgrube - Querhaus mit geschweiftem Zwerchgiebel des 18. Jahrhunderts; über dem Portal in Eisenklammern die Buchstaben „MWM“ - Schutzgrund: geschichtlich, wissenschaftlich, städtebaulich, Kulturlandschaft prägend | weitere Fotos \| Fotos hochladen |
| 720       | Kleine Gröpelgrube 17 (53° 52′ 21″ N, 10° 41′ 31″ O)                      | Bürgerhaus             | Schutzumfang: Das Äußere des Gebäudes - Bürgerhaus des frühen 17. Jahrhunderts mit Renaissance-Treppengiebel - Schutzgrund: wissenschaftlich, geschichtlich, städtebaulich, Kulturlandschaft prägend                                                                                                | weitere Fotos \| Fotos hochladen |
| 721       | Kleine Gröpelgrube 24 (53° 52′ 20″ N, 10° 41′ 30″ O)                      | Reihenhausanlage       | Schutzumfang: Das Äußere des Gebäudes sowie Äußeres des Gebäudeensembles, Dachstuhl und Geschossbalkenlage - Traufständige Reihenhausanlage, entstanden in der ersten Hälfte des 17. Jahrhunderts - Schutzgrund: städtebaulich, Kulturlandschaft prägend                                            | Fotos hochladen                  |
| 722       | Kleine Gröpelgrube 26/Kinderhüschen Gang 6 (53° 52′ 20″ N, 10° 41′ 30″ O) | Reihenhausanlage       | Schutzumfang: Das Äußere des Gebäudes sowie Äußeres des Gebäudeensembles, Dachstuhl und Geschossbalkenlage - Traufständige Reihenhausanlage, entstanden in der ersten Hälfte des 17. Jahrhunderts - Schutzgrund: städtebaulich, Kulturlandschaft prägend                                            | Fotos hochladen                  |
| 723       | Kleine Gröpelgrube 28 (53° 52′ 20″ N, 10° 41′ 31″ O)                      | Reihenhausanlage       | Schutzumfang: Das Äußere des Gebäudes sowie Äußeres des Gebäudeensembles, Dachstuhl und Geschossbalkenlage - Traufständige Reihenhausanlage, entstanden in der ersten Hälfte des 17. Jahrhunderts - Schutzgrund: städtebaulich, Kulturlandschaft prägend                                            | Fotos hochladen                  |
| 724       | Kleine Gröpelgrube 30 (53° 52′ 20″ N, 10° 41′ 31″ O)                      | Reihenhausanlage       | Schutzumfang: Das Äußere des Gebäudes sowie Äußeres des Gebäudeensembles, Dachstuhl und Geschossbalkenlage - Traufständige Reihenhausanlage, entstanden in der ersten Hälfte des 17. Jahrhunderts - Schutzgrund: städtebaulich, Kulturlandschaft prägend                                            | Fotos hochladen                  |

## Kleine Kiesau
| Objekt-ID | Lage                                          | Offizielle Bezeichnung | Beschreibung | Bild                             |
| --------- | --------------------------------------------- | ---------------------- | --- | -------------------------------- |
| 725       | Kleine Kiesau 8 (53° 51′ 54″ N, 10° 41′ 0″ O) | Eckhaus                | Schutzumfang: Das Äußere des Gebäudes - Eckhaus zur Depenau - Schutzgrund: geschichtlich, wissenschaftlich, städtebaulich, Kulturlandschaft prägend | weitere Fotos \| Fotos hochladen |

## Kleine Petersgrube
Im Marien Quartier.
| Objekt-ID | Lage                                                                    | Offizielle Bezeichnung | Beschreibung | Bild                             |
| --------- | ----------------------------------------------------------------------- | ---------------------- | --- | -------------------------------- |
| 726       | Kleine Petersgrube 4/St. Jürgen Gang 5–7 (53° 51′ 56″ N, 10° 40′ 55″ O) | Ganghausgruppe         | Schutzumfang: Die Gebäudefront einheitlich - zweigeschossige Ganghausgruppe unter einem Dach im St.-Jürgen-Gang aus der zweiten Hälfte des 16. Jahrhunderts - Schutzgrund: geschichtlich, wissenschaftlich, städtebaulich, Kulturlandschaft prägend                                                                                  | BW                               |
| 727       | Kleine Petersgrube 5 (53° 51′ 56″ N, 10° 40′ 56″ O)                     | Querhaus               | Schutzumfang: Das gesamte Gebäude - Querhaus mit Dacherker (Fachwerk), als Teil des gesamten Straßenzuges mit der alten Bebauung zu schützen; 1293 älteste nachweisbare Bebauung - Schutzgrund: geschichtlich, wissenschaftlich, städtebaulich, Kulturlandschaft prägend                                                             | Fotos hochladen                  |
| 728       | Kleine Petersgrube 6 (53° 51′ 56″ N, 10° 40′ 56″ O)                     | Traufenhaus            | Schutzumfang: Das Äußere des Gebäudes, einschließlich Portal des St.-Jürgen-Ganges und darüber liegender Wappentafel - Traufenhaus mit vorgekragtem zweitem Fachwerkobergeschoss; Dachausbau - Schutzgrund: geschichtlich, wissenschaftlich, städtebaulich, Kulturlandschaft prägend                                                 | Fotos hochladen                  |
| 729       | Kleine Petersgrube 7 (53° 51′ 56″ N, 10° 40′ 55″ O)                     | Speichergebäude        | Schutzumfang: Das Äußere des Gebäudes insbesondere auf die Front zur Kleinen Petersgrube - Speichergebäude, als Teil des gesamten Straßenzuges mit der alten Bebauung zu schützen - Schutzgrund: wissenschaftlich, wissenschaftlich, städtebaulich, Kulturlandschaft prägend                                                         | Fotos hochladen                  |
| 730       | Kleine Petersgrube 8 (53° 51′ 56″ N, 10° 40′ 55″ O)                     | Querhaus               | Schutzumfang: Das Äußere des Gebäudes insbesondere auf die Front zur Kleinen Petersgrube - Querhaus mit Dacherker, als Teil des gesamten Straßenzuges mit der alten Bebauung zu schützen - Schutzgrund: geschichtlich, wissenschaftlich, städtebaulich, Kulturlandschaft prägend                                                     | Fotos hochladen                  |
| 731       | Kleine Petersgrube 9 (53° 51′ 56″ N, 10° 40′ 55″ O)                     | Bürgerhaus             | Schutzumfang: Das Äußere des Gebäudes insbesondere auf die Front zur Kleinen Petersgrube - Bürgerhaus mit einfacher Fassade der ersten Hälfte des 19. Jahrhunderts, als Teil des gesamten Straßenzuges mit der alten Bebauung zu schützen - Schutzgrund: wissenschaftlich, wissenschaftlich, städtebaulich, Kulturlandschaft prägend | Fotos hochladen                  |
| 732       | Kleine Petersgrube 10 (53° 51′ 56″ N, 10° 40′ 55″ O)                    | Traufenhaus            | Schutzumfang: Das Äußere des Gebäudes insbesondere die Fassade zur Kleinen Petersgrube - Traufenhaus mit vorgekragtem zweitem Fachwerkobergeschoss und Dacherker, vermutlich aus dem 17. Jahrhundert; Untergeschoss neuzeitlich verändert - Schutzgrund: geschichtlich, wissenschaftlich, städtebaulich, Kulturlandschaft prägend    | Fotos hochladen                  |
| 733       | Kleine Petersgrube 11 (53° 51′ 55″ N, 10° 40′ 55″ O)                    | Bürgerhaus             | Schutzumfang: Das Äußere des Gebäudes insbesondere die Fassade zur Kleinen Petersgrube - Bürgerhaus mit abgeschweiftem Giebel - Schutzgrund: geschichtlich, wissenschaftlich, städtebaulich, Kulturlandschaft prägend | weitere Fotos \| Fotos hochladen |
| 734       | Kleine Petersgrube 12 (53° 51′ 56″ N, 10° 40′ 55″ O)                    | Querhaus               | Schutzumfang: Das Äußere des Gebäudes insbesondere die Fassade zur Kleinen Petersgrube - Querhaus mit Dacherker, vermutlich aus dem 17. Jahrhundert - Schutzgrund: geschichtlich, wissenschaftlich, städtebaulich, Kulturlandschaft prägend                                                                                          | weitere Fotos \| Fotos hochladen |
| 735       | Kleine Petersgrube 13, 15 (53° 51′ 55″ N, 10° 40′ 54″ O)                | Speicher               | Schutzumfang: Das Äußere des Gebäudes insbesondere die Fassade zur Kleinen Petersgrube - Ehemaliger Speicher, als Teil des gesamten Straßenzuges mit der alten Bebauung zu schützen - Schutzgrund: geschichtlich, wissenschaftlich, städtebaulich, Kulturlandschaft prägend                                                          | weitere Fotos \| Fotos hochladen |
| 736       | Kleine Petersgrube 14 (53° 51′ 56″ N, 10° 40′ 54″ O)                    | Querhaus               | Schutzumfang: Das Äußere des Gebäudes insbesondere die Fassade zur Kleinen Petersgrube - Querhaus mit Dacherker, etwa um 1800 entstanden. Fassade größtenteils neuzeitlich verändert - Schutzgrund: geschichtlich, wissenschaftlich, städtebaulich, Kulturlandschaft prägend                                                         | weitere Fotos \| Fotos hochladen |

## Klingenberg
| Objekt-ID | Lage                                          | Offizielle Bezeichnung | Beschreibung | Bild |
| --------- | --------------------------------------------- | ---------------------- | --- | ---- |
| 4111      | Klingenberg 1-5 (53° 51′ 52″ N, 10° 41′ 5″ O) | Geschäftshaus          | Schutzumfang: Das Äußere des Gebäudes. - Geschäftshaus, Ecke Klingenberg/Schmiedestraße, im Inneren verbunden mit Marlesgrube 2-6, neu errichtet nach Plänen der Architekten Otto Wunsch und Otto Mollenhauer als Konsum-Kaufhaus im Jahr 1960–61 (Bauherr: Alte Volksfürsorge Hamburg). - Schutzgrund: geschichtlich, städtebaulich - Eckgebäude - Schmiedestraße 1, 3 - Marlesgrube 2, 4, 6 | BW   |

## Koberg
| Objekt-ID    | Lage                                               | Offizielle Bezeichnung  | Beschreibung | Bild                             |
| ------------ | -------------------------------------------------- | ----------------------- | --- | -------------------------------- |
| 737          | Koberg 1 (53° 52′ 18″ N, 10° 41′ 18″ O)            | Haus                    | Schutzumfang: Das Äußere des Gebäudes insbesondere die Fassade am Koberg - 1888/89 von dem Architekten Julius Grube im Stil der italienischen Renaissance erbautes dreigeschossiges Haus - Schutzgrund: geschichtlich, wissenschaftlich, städtebaulich, Kulturlandschaft prägend | weitere Fotos \| Fotos hochladen |
| 738 Wikidata | Koberg 2 (53° 52′ 18″ N, 10° 41′ 18″ O)            | Bürgerhaus              | Schutzumfang: Das Äußere des Gebäudes sowie im Inneren die Diele, Erdgeschoss-Saal im Flügelanbau mit Stuckdecke und überwölbter Keller sowie das Speichergebäude im Hofbereich - Hoghehus, Bürgerhaus mit gotischem Hintergiebel aus der Zeit um 1500 und breiter spätbarocker Fassade - Schutzgrund: geschichtlich, wissenschaftlich, städtebaulich, Kulturlandschaft prägend                                               | weitere Fotos \| Fotos hochladen |
| 739          | Koberg 3 (53° 52′ 18″ N, 10° 41′ 18″ O)            | Haus                    | Schutzumfang: Das Äußere des Gebäudes - Viereinhalbgeschossiges Haus mit dreiachsiger spätklassizistischer Putzfassade aus dem dritten Viertel des 19. Jahrhunderts - Schutzgrund: geschichtlich, wissenschaftlich, städtebaulich, Kulturlandschaft prägend | Fotos hochladen                  |
| 740          | Koberg 4 (53° 52′ 17″ N, 10° 41′ 18″ O)            | Haus                    | Schutzumfang: Das Äußere des Gebäudes insbesondere die Fassade am Koberg - 1867 erbautes Haus mit spätklassizistischer Putzfassade von vier Geschossen - Schutzgrund: geschichtlich, städtebaulich, wissenschaftlich, Kulturlandschaft prägend | weitere Fotos \| Fotos hochladen |
| 741          | Koberg 5 (53° 52′ 17″ N, 10° 41′ 17″ O)            | Gebäude                 | Schutzumfang: Das gesamte Gebäude - Dreigeschossiges Gebäude aus dem späten 18. Jahrhundert mit zweieinhalbgeschossiger Putzfassade von vier Achsen Breite - Schutzgrund: geschichtlich, wissenschaftlich, städtebaulich, Kulturlandschaft prägend | weitere Fotos \| Fotos hochladen |
| 742          | Koberg 6 (53° 52′ 17″ N, 10° 41′ 17″ O)            | Eckhaus                 | Schutzumfang: Das gesamte Gebäude - Eckhaus an der Engelsgrube 2 mit einfacher klassizistischer Fassade; an der Längsfront drei Strebebögen, die über die Engelsgrube führen - Schutzgrund: geschichtlich, wissenschaftlich, städtebaulich, Kulturlandschaft prägend | weitere Fotos \| Fotos hochladen |
| 743 Wikidata | Koberg 8, 9, 10, 11 (53° 52′ 17″ N, 10° 41′ 24″ O) | Heiligen-Geist-Hospital | Schutzumfang: Das gesamte Gebäude, einschließlich Ausstattungs- und Kunstgegenstände im Inneren - Heiligen-Geist-Hospital; mittelalterliche Hospitalanlage, Kirche und Langes Haus um 1286; gotische Erweiterung im 14. Jahrhundert; Nebenbauten und Kreuzgang mit Ausstattungsgegenständen - Eckgebäude – Große Gröpelgrube 2 und 2a - Schutzgrund: geschichtlich, wissenschaftlich, städtebaulich, Kulturlandschaft prägend | weitere Fotos \| Fotos hochladen |
| 744          | Koberg 12 (53° 52′ 18″ N, 10° 41′ 23″ O)           | Eckhaus                 | Schutzumfang: Das Äußere des Gebäudes einschlich der barocken Haustür - Eckhaus Koberg/Große Burgstraße 48 mit Fassade des späten 18. Jahrhunderts und spätromanischem Hintergiebel - Schutzgrund: geschichtlich, wissenschaftlich, städtebaulich, Kulturlandschaft prägend | weitere Fotos \| Fotos hochladen |
| 745          | Koberg 13–15 (53° 52′ 18″ N, 10° 41′ 23″ O)        | Traufenhaus             | Schutzumfang: Das Äußere des Gebäudes, insbesondere die Fassade am Koberg - Traufenhaus; vermutlich 18. Jahrhundert; zusammen mit Koberg 12 und 16-21 schützenswerte Häusergruppe auf der Nordseite des Platzes - Schutzgrund: geschichtlich, wissenschaftlich, städtebaulich, Kulturlandschaft prägend | weitere Fotos \| Fotos hochladen |
| 746          | Koberg 16 (53° 52′ 18″ N, 10° 41′ 22″ O)           | Haus                    | Schutzumfang: Das Äußere des Gebäudes, insbesondere die Fassade am Koberg - Viergeschossiges Haus mit waagerecht abgeschlossener dreiachsiger spätklassizistischer Putzfassade aus den 70er Jahren des 19. Jahrhunderts - Schutzgrund: geschichtlich, wissenschaftlich, städtebaulich, Kulturlandschaft prägend | Fotos hochladen                  |
| 747          | Koberg 18 (53° 52′ 19″ N, 10° 41′ 21″ O)           | Wohnhaus                | Schutzumfang: Das gesamte Gebäude einschließlich der Reliefs in der Tordurchfahrt - Wohnhaus, entstanden in den Formen des Spätklassizismus um die Mitte des 19. Jahrhunderts - Schutzgrund: geschichtlich, wissenschaftlich, städtebaulich, Kulturlandschaft prägend | Fotos hochladen                  |
| 748          | Koberg 20 (53° 52′ 19″ N, 10° 41′ 20″ O)           | Gebäude                 | Schutzumfang: Das Äußere des Gebäudes, insbesondere die Fassade am Koberg - Ehemaliges dreigeschossiges Gebäude mit spätklassizistischer Putzfassade aus dem dritten Viertel des 19. Jahrhunderts - Schutzgrund: geschichtlich, wissenschaftlich, städtebaulich, Kulturlandschaft prägend | Fotos hochladen                  |
| 749          | Koberg 21 (53° 52′ 19″ N, 10° 41′ 20″ O)           | Gebäude                 | Schutzumfang: Das Äußere des Gebäudes, insbesondere die Fassade am Koberg - Ehemaliges dreigeschossiges Gebäude aus der ersten Hälfte des 19. Jahrhunderts mit schlichter spätklassizistischer Putzfassade - Schutzgrund: geschichtlich, wissenschaftlich, städtebaulich, Kulturlandschaft prägend | Fotos hochladen                  |

## Kolk
Im Marien Quartier.
| Objekt-ID | Lage                                      | Offizielle Bezeichnung      | Beschreibung | Bild                             |
| --------- | ----------------------------------------- | --------------------------- | --- | -------------------------------- |
| 750       | Kolk 3, 5 (53° 51′ 58″ N, 10° 40′ 56″ O)  | Traufenständiges Doppelhaus | Schutzumfang: Das gesamte Gebäude - Zweigeschossiges, traufständiges Doppelhaus unter gemeinsamem Satteldach; - Schutzgrund: geschichtlich, wissenschaftlich, städtebaulich, städtebaulich | Fotos hochladen                  |
| 751       | Kolk 14–16 (53° 51′ 57″ N, 10° 40′ 56″ O) | Bürgerhaus                  | Schutzumfang: Der gesamte Gebäudekomplex aus zwei ehemals getrennten Giebelhäusern Nr. 14 und Nr. 16 - zwei Bürgerhäuser mit gotischem Treppengiebel aus dem frühen 16. Jahrhundert; in die Nutzung des Theaterfigurenmuseums integriert - Schutzgrund: geschichtlich, wissenschaftlich, städtebaulich, Kulturlandschaft prägend | weitere Fotos \| Fotos hochladen |
| 752       | Kolk 20-22 (53° 51′ 56″ N, 10° 40′ 57″ O) | Eckhaus                     | Schutzumfang: Das Äußere des Gebäudes - Schlichtes, für das Straßenbild wirkungsvolles Eckhaus aus dem 17. Jahrhundert an der Kleinen Petersgrube; Spielstätte des Lübecker Figurentheaters - Eckgebäude Kleine Petersgrube 1, 3 - Schutzgrund: geschichtlich, wissenschaftlich, städtebaulich, Kulturlandschaft prägend         | weitere Fotos \| Fotos hochladen |

## Königstraße
| Objekt-ID    | Lage                                            | Offizielle Bezeichnung                                 | Beschreibung | Bild                                    |
| ------------ | ----------------------------------------------- | ------------------------------------------------------ | --- | --------------------------------------- |
| 774 Wikidata | Königstraße (53° 52′ 9″ N, 10° 41′ 21″ O)       | St.-Katharinen-Kirche (Museum)                         | Schutzumfang: Das gesamte Gebäude - St.-Katharinen-Kirche, Bauzeit erste Hälfte des 14. Jahrhunderts und Ausstattung - Schutzgrund: geschichtlich, wissenschaftlich, städtebaulich, Kulturlandschaft prägend | weitere Fotos \| Fotos hochladen        |
| 753 Wikidata | Königstraße 1–3 (53° 52′ 15″ N, 10° 41′ 23″ O)  | Gebäudekomplex                                         | Schutzumfang: Das gesamte Gebäude (innen und außen), bestehend aus Hauptbau von 1881 sowie Anbau und Erweiterungstrakt von 1906 - Gebäudekomplex, bestehend aus einem mehrgeschossigen Eckgebäude am Beginn der Königstraße, sowie einem giebelständigen, dreigeschossigen Anbau und einem rückseitigen Erweiterungstrakt im Hof - Schutzgrund: geschichtlich, wissenschaftlich, städtebaulich, Kulturlandschaft prägend | weitere Fotos \| Fotos hochladen        |
| 754          | Königstraße 2 (53° 52′ 13″ N, 10° 41′ 22″ O)    | Bürgerhaus                                             | Schutzumfang: Das gesamte Gebäude, bestehend aus Vorderhaus und Seitenflügel - Bürgerhaus mit Renaissance-Treppengiebel aus der Zeit um 1600. Haustür mit zugehörigem Oberlicht aus dem 18. Jahrhundert - Schutzgrund: geschichtlich, wissenschaftlich, städtebaulich, Kulturlandschaft prägend | weitere Fotos \| Fotos hochladen        |
| 755          | Königstraße 4–6 (53° 52′ 13″ N, 10° 41′ 21″ O)  | Mietswohnhaus                                          | Schutzumfang: Das gesamte Gebäude einschließlich dem Seitenflügel - dreigeschossiges Mietswohnhaus mit zwei im Kern älteren Seitenflügeln, entstanden aufgrund von Grundstückszusammenlegung um 1893 - Schutzgrund: geschichtlich, wissenschaftlich, städtebaulich, Kulturlandschaft prägend | weitere Fotos \| Fotos hochladen        |
| 756 Wikidata | Königstraße 5 (53° 52′ 14″ N, 10° 41′ 23″ O)    | Bürgerhaus                                             | Schutzumfang: Das Äußere des Gebäudes, insbesondere die Fassade an der Königstraße sowie der Rokoko-Bildersaal im Erdgeschoss des Flügelbaus - Bürgerhaus mit klassizistischer Fassade aus dem frühen 19. Jahrhundert; im Flügelbau Ergeschosssaal des Rokoko mit neun Bildern (Schäferszenen); Gesellschaftshaus der Gesellschaft zur Beförderung gemeinnütziger Tätigkeit - Schutzgrund: geschichtlich, wissenschaftlich, städtebaulich, Kulturlandschaft prägend                                                          | weitere Fotos \| Fotos hochladen        |
| 3941         | Königstraße 5-7 ()                              | Gartenanlage zum Haus der Gesellschaft zur Beförderung | Gründenkmal | Direkt Bild zu diesem Denkmal hochladen |
| 757          | Königstraße 7 (53° 52′ 14″ N, 10° 41′ 23″ O)    | Haus                                                   | Schutzumfang: Das Äußere des Gebäudes, insbesondere die Fassade zur Königstraße - Schlichtes Haus mit Dachausbau vom Anfang des 19. Jahrhunderts - Schutzgrund: wissenschaftlich, geschichtlich, städtebaulich, Kulturlandschaft prägend | weitere Fotos \| Fotos hochladen        |
| 758          | Königstraße 8 (53° 52′ 13″ N, 10° 41′ 21″ O)    | Bürgerhaus                                             | Schutzumfang: Das gesamte Vorderhaus und der vordere ältere Teil des Seitenflügels (erschlossen über das Vorderhaus) - Bürgerhaus des 17. Jahrhunderts mit Seitenflügel - Schutzgrund: geschichtlich, wissenschaftlich, städtebaulich, Kulturlandschaft prägend | weitere Fotos \| Fotos hochladen        |
| 759          | Königstraße 9 (53° 52′ 13″ N, 10° 41′ 23″ O)    | Bürgerhaus                                             | Schutzumfang: Fassade zur Königstraße und historische Innenräume im Erdgeschoss des Flügelbaus - Drägerhaus, Bürgerhaus; breit gelagerte Fassade der ersten Hälfte des 19. Jahrhunderts - Schutzgrund: geschichtlich, wissenschaftlich, städtebaulich, Kulturlandschaft prägend | weitere Fotos \| Fotos hochladen        |
| 3945         | Königstraße 9-11 ()                             | Gartenanlage Behnhaus und Overbeck-Gesellschaft        | Gründenkmal | Direkt Bild zu diesem Denkmal hochladen |
| 760          | Königstraße 10 (53° 52′ 12″ N, 10° 41′ 21″ O)   | Gebäude                                                | Schutzumfang: Das gesamte Vorderhaus einschließlich der erhaltenen historischen Teile des Altanbaus an der Rückfassade (Hofseite) - Giebelständiges zweigeschossiges Gebäude mit spätklassizistischer Attikafassade - Schutzgrund: wissenschaftlich, wissenschaftlich, technisch, Kulturlandschaft prägend | BW                                      |
| 761          | Königstraße 11 (53° 52′ 13″ N, 10° 41′ 25″ O)   | Overbeck-Pavillon                                      | Schutzumfang: Den gesamten Overbeck-Pavillon einschließlich. Freifläche zwischen Behnhaus und Pavillon - Ausstellungsgebäude im rückseitigen Grundstücksbereich des Behnhauses - Schutzgrund: geschichtlich, wissenschaftlich, städtebaulich, Kulturlandschaft prägend | Fotos hochladen                         |
| 762 Wikidata | Königstraße 11 (53° 52′ 13″ N, 10° 41′ 23″ O)   | Behnhaus                                               | Schutzumfang: Das gesamte Gebäudes einschließlich des Inneren - Behnhaus; klassizistisches Bürgerhaus; Museum Behnhaus Drägerhaus, Galerie des 19. Jahrhunderts und der Klassischen Moderne - Schutzgrund: wissenschaftlich, wissenschaftlich, städtebaulich, Kulturlandschaft prägend | weitere Fotos \| Fotos hochladen        |
| 763          | Königstraße 12 (53° 52′ 12″ N, 10° 41′ 21″ O)   | Dielenhaus                                             | Schutzumfang: Das gesamte Gebäude, bestehend aus Vorderhaus und Seitenflügel - Im Kern gotisches Dielenhaus mit kurzem Seitenflügel; um 1792 klassizistisch überformt - Schutzgrund: geschichtlich, wissenschaftlich, städtebaulich, Kulturlandschaft prägend | weitere Fotos \| Fotos hochladen        |
| 764          | Königstraße 13 (53° 52′ 12″ N, 10° 41′ 23″ O)   | Bürgerhaus                                             | Schutzumfang: Das gesamte Vorderhaus und die südliche Brandmauer in der gesamten Länge des Seitenflügels, sowie auf die Terrasse mit zugehöriger Freitreppe - Bürgerhaus mit reich gegliederter spätklassizistischer Fassade; um 1860 - Schutzgrund: geschichtlich, wissenschaftlich, städtebaulich, Kulturlandschaft prägend | weitere Fotos \| Fotos hochladen        |
| 765          | Königstraße 15 (53° 52′ 12″ N, 10° 41′ 23″ O)   | Bürgerhaus                                             | Schutzumfang: Das gesamte Gebäude - Bürgerhaus des späten 18. Jahrhunderts; Haustür aus der Entstehungszeit und erhaltene Dielentreppe - Schutzgrund: geschichtlich, wissenschaftlich, städtebaulich, Kulturlandschaft prägend | weitere Fotos \| Fotos hochladen        |
| 766          | Königstraße 16 (53° 52′ 12″ N, 10° 41′ 21″ O)   | Traufenhaus                                            | Schutzumfang: Das gesamte Gebäude - Gotisches Traufenhaus; nach dendrochronologischer Datierung 1292 mit dem Haus Königstraße 14 als Doppelhaus errichtet - Schutzgrund: geschichtlich, wissenschaftlich, städtebaulich, Kulturlandschaft prägend | weitere Fotos \| Fotos hochladen        |
| 767 Wikidata | Königstraße 17 (53° 52′ 12″ N, 10° 41′ 23″ O)   | Bürgerhaus                                             | Schutzumfang: Das Äußere des Gebäudes, insbesondere die Fassade zur Königstraße - Bürgerhaus aus der Zeit um 1860; einheitliche spätklassizistische Fassade - Schutzgrund: geschichtlich, wissenschaftlich, städtebaulich, Kulturlandschaft prägend | weitere Fotos \| Fotos hochladen        |
| 768 Wikidata | Königstraße 18 (53° 52′ 11″ N, 10° 41′ 21″ O)   | Reformierte Kirche (evangelisch)                       | Schutzumfang: Das gesamte Gebäude mit Flügel und Nebengebäude - Reformierte Kirche; Saalkirche, 1826 aus einem Barockpalais umgebaut mit vorgeblendeter Fassade des Stadtbaumeisters Börm; im Erdgeschoss erhaltener Gartenflügel des Barockhauses; Gartensaal mit Stuckdecke - Schutzgrund: geschichtlich, wissenschaftlich, städtebaulich, Kulturlandschaft prägend | weitere Fotos \| Fotos hochladen        |
| 769          | Königstraße 19 (53° 52′ 11″ N, 10° 41′ 22″ O)   | Bürgerhaus                                             | Schutzumfang: Das gesamte Gebäude, bestehend aus Vorderhaus und Seitenflügel - Bürgerhaus des 18. Jahrhunderts mit barockem zweiteiligem, doppelt abgeschweiftem Volutengiebel - Schutzgrund: geschichtlich, wissenschaftlich, städtebaulich, Kulturlandschaft prägend | weitere Fotos \| Fotos hochladen        |
| 770          | Königstraße 20 (53° 52′ 10″ N, 10° 41′ 20″ O)   | Bürgerhaus                                             | Schutzumfang: Das gesamte Gebäude - Bürgerhaus mit dreigeschossiger verputzter Schweifgiebelfront; letztes Viertel 18. Jahrhundert - Schutzgrund: geschichtlich, wissenschaftlich, städtebaulich, Kulturlandschaft prägend | weitere Fotos \| Fotos hochladen        |
| 771          | Königstraße 21 (53° 52′ 11″ N, 10° 41′ 22″ O)   | Haus der Junker- oder Zirkel-Compagnie                 | Schutzumfang: Das gesamte Gebäude einschlich Seitenflügel (Flügelbau nebst Erweiterung von 1865) - Ehem. Haus der Junker- oder Zirkel-Compagnie; errichtet in den 70. Jahren des 18. Jahrhunderts; Sitz des Willy-Brandt-Hauses Lübeck - Schutzgrund: geschichtlich, wissenschaftlich, städtebaulich, künstlerisch, Kulturlandschaft prägend | weitere Fotos \| Fotos hochladen        |
| 772          | Königstraße 23 (53° 52′ 11″ N, 10° 41′ 22″ O)   | Wohnhaus                                               | Schutzumfang: Das gesamte Gebäude, bestehend aus Vorderhaus und Seitenflügel sowie die historischen Mauerteile im Erdgeschoss des Quergebäudes (Gebäude D); Ergänzung Gebäude C: das Äußere und konstruktive Gerüst (Mauerwerk, Deckenbalkenlagen, Dachwerk) des Hofgebäudes (Gebäude C und D werden baurechtlich unter Glockengießerstraße 15a geführt) - Wohnhaus von 1855 mit Fassade in romantisierenden Bauformen - Schutzgrund: geschichtlich, wissenschaftlich, künstlerisch, städtebaulich, Kulturlandschaft prägend | weitere Fotos \| Fotos hochladen        |
| 773 Wikidata | Königstraße 25 (53° 52′ 10″ N, 10° 41′ 22″ O)   | Bürgerhaus                                             | Schutzumfang: Das Äußere von Vorderhaus und Seitenflügel, im Inneren Brandwände zu den Nachbargebäuden, Dachstuhl, die Geschosslagen und den straßenseitigen Teil des Kellers (Gewölbekeller unter dem Vorderhaus) sowie Rokokosaal erstes Obergeschoss des Seitenflügels - Bürgerhaus; im Kern mittelalterliches Gebäude, bestehend aus Vorderhaus und Seitenflügel - Schutzgrund: geschichtlich, wissenschaftlich, städtebaulich, städtebaulich                                                                            | weitere Fotos \| Fotos hochladen        |
| 775 Wikidata | Königstraße 27–31 (53° 52′ 8″ N, 10° 41′ 21″ O) | Katharineum Schulkomplex                               | Schutzumfang: Erhaltene Teile der ehemaligen Klosteranlage einschließlich Inneres - Katharineum, im Schulkomplex von der ehemaligen Klosteranlage; zwei der Höfe mit den zugehörigen Kreuzgang- und Gebäudeteilen aus dem 14. Jahrhundert - Schutzgrund: geschichtlich, wissenschaftlich, städtebaulich, Kulturlandschaft prägend | weitere Fotos \| Fotos hochladen        |
| 776          | Königstraße 28 (53° 52′ 9″ N, 10° 41′ 19″ O)    | Wohnhaus                                               | Schutzumfang: Das gesamte Gebäude Wohnhaus; dreigeschossig - Schutzgrund: geschichtlich, wissenschaftlich, städtebaulich, Kulturlandschaft prägend | weitere Fotos \| Fotos hochladen        |
| 777          | Königstraße 30 (53° 52′ 9″ N, 10° 41′ 19″ O)    | Bürgerhaus                                             | Schutzumfang: Das Äußere des Gebäudes, insbesondere die Fassade an der Königstraße mit der Haustür, ferner die im Inneren erhaltene Diele mit der Treppe - Bürgerhaus mit gotischem Treppengiebel des 14. Jahrhunderts - Schutzgrund: geschichtlich, wissenschaftlich, städtebaulich, Kulturlandschaft prägend | weitere Fotos \| Fotos hochladen        |
| 2655         | Königstraße 32 (53° 52′ 9″ N, 10° 41′ 19″ O)    | Dielenhaus                                             | Schutzumfang: Das gesamte Gebäude - Im Kern mittelalterliches Dielenhaus mit Seitenflügel und Hof - Schutzgrund: geschichtlich, städtebaulich, Kulturlandschaft prägend | BW                                      |
| 778          | Königstraße 42 (53° 52′ 7″ N, 10° 41′ 18″ O)    | Reichsbankgebäude                                      | Schutzumfang: Das gesamte Gebäude - Ehemaliges Reichsbankgebäude 1894/95 von Max Hasak entworfen und ausgeführt - Schutzgrund: geschichtlich, wissenschaftlich, städtebaulich, Kulturlandschaft prägend | weitere Fotos \| Fotos hochladen        |
| 779 Wikidata | Königstraße 43 (53° 52′ 4″ N, 10° 41′ 18″ O)    | Bürgerhaus                                             | Schutzumfang: Das gesamte Gebäude - Bürgerhaus mit gotischem Treppengiebel aus der Zeit um 1500 - Schutzgrund: geschichtlich, wissenschaftlich, städtebaulich, Kulturlandschaft prägend | weitere Fotos \| Fotos hochladen        |
| 780          | Königstraße 47 (53° 52′ 4″ N, 10° 41′ 17″ O)    | Kellerkomplex                                          | Schutzumfang: Der Kellerkomplex - Durchgehend gewölbter Kellerkomplex unter dem Gebäude Königstraße 47 - Schutzgrund: geschichtlich, wissenschaftlich, städtebaulich, Kulturlandschaft prägend | BW                                      |
| 781          | Königstraße 49 (53° 52′ 4″ N, 10° 41′ 17″ O)    | Bürgerhaus                                             | Schutzumfang: Die gesamte Kelleranlage, ausgeweitet auch auf das gesamte Bürgerhaus des ausgehenden 19. Jahrhunderts - Bürgerhaus, dreigeschossig einschließlich Kellerkomplex - Schutzgrund: geschichtlich, wissenschaftlich, künstlerisch, Kulturlandschaft prägend | weitere Fotos \| Fotos hochladen        |
| 782          | Königstraße 51 (53° 52′ 3″ N, 10° 41′ 17″ O)    | Bürgerhaus                                             | Schutzumfang: Das gesamte Gebäude einschlich der historischen Ausstattung der Hauptumbauphase - Bürgerhaus mit Seitenflügel und Kellerkomplex - Schutzgrund: geschichtlich, wissenschaftlich, städtebaulich, Kulturlandschaft prägend | weitere Fotos \| Fotos hochladen        |
| 783          | Königstraße 53 (53° 52′ 3″ N, 10° 41′ 17″ O)    | Keller                                                 | Schutzumfang: Die gesamte Kelleranlage - Gewölbter Kellerkomplex des 18. Jahrhunderts unter dem Gebäude Königstraße 53 - Schutzgrund: geschichtlich, wissenschaftlich, städtebaulich, Kulturlandschaft prägend | BW                                      |
| 784          | Königstraße 55 (53° 52′ 3″ N, 10° 41′ 17″ O)    | Keller                                                 | Schutzumfang: Die gesamte Kelleranlage - In zwei Phasen gewölbter Kellerkomplex unter dem Gebäude Königstraße 55 - Schutzgrund: geschichtlich, wissenschaftlich, städtebaulich, Kulturlandschaft prägend | BW                                      |
| 785          | Königstraße 57 (53° 52′ 2″ N, 10° 41′ 16″ O)    | Fassade                                                | Schutzumfang: Fassade an der Königstraße - Fassade von 1901 im sogenannten Heimatstil - Schutzgrund: geschichtlich, wissenschaftlich, städtebaulich, Kulturlandschaft prägend | weitere Fotos \| Fotos hochladen        |
| 358          | Königstraße 58 (53° 52′ 1″ N, 10° 41′ 14″ O)    | Verwaltungsbau                                         | Schutzumfang: Schutzumfang: Das gesamte Gebäude - dreigeschossiger, zur Königstraße acht-, zur Fleischhauerstraße fünfachsiger repräsentativer Verwaltungsbau von 1891/92; bis 1928 Sitz der Baudeputation - Eckgebäude Fleischhauerstraße 18 - Schutzgrund: Kulturlandschaft prägend, geschichtlich, städtebaulich, städtebaulich | weitere Fotos \| Fotos hochladen        |
| 786          | Königstraße 60 (53° 52′ 0″ N, 10° 41′ 14″ O)    | Bürgerhaus                                             | Schutzumfang: Das Äußere des Gebäudes insbesondere die Fassade zur Königstraße und die Haustür - Bürgerhaus des späteren 18. Jahrhunderts mit Zwerchgiebel - Schutzgrund: geschichtlich, wissenschaftlich, städtebaulich, städtebaulich | weitere Fotos \| Fotos hochladen        |
| 1365         | Königstraße 66 (53° 51′ 59″ N, 10° 41′ 13″ O)   | Wohn- und Geschäftshaus                                | Schutzumfang: Auf das gesamte Gebäude - Dreigeschossiges Wohn- und Geschäftshaus, erbaut 1889 in repräsentativer Eckausbildung; verputzte Fassade mit Backsteinzierteilen in Formen der Neurenaissance - Eckgebäude Hüxstraße 20 - Schutzgrund: geschichtlich, städtebaulich, Kulturlandschaft prägend | BW                                      |
| 787          | Königstraße 73 (53° 51′ 59″ N, 10° 41′ 14″ O)   | Viergeschossiges Wohn- und Geschäftshaus               | Schutzumfang: Das gesamte Gebäude - viergeschossiges Wohn- und Geschäftshaus in Ecklage zur Hüxstraße, erbaut 1903/04 - Schutzgrund: geschichtlich, wissenschaftlich, künstlerisch, Kulturlandschaft prägend, städtebaulich | BW                                      |
| 649          | Königstraße 73 (53° 51′ 59″ N, 10° 41′ 16″ O)   | Seitenflügel                                           | Schutzumfang: Der gesamte Seitenflügel - Zweigeschossiger vierachsiger spätmittelalterlicher Seitenflügel von 1497 - Schutzgrund: Kulturlandschaft prägend, geschichtlich, wissenschaftlich, künstlerisch | BW                                      |
| 788          | Königstraße 74 (53° 51′ 58″ N, 10° 41′ 12″ O)   | Fabrik- und Wohngebäude                                | Schutzumfang: Gesamtes Vorderhaus, Dachstuhl, Keller, südlicher Seitenflügel mit Keller, Reste einer mittelalterlichen Hausanlage, integrierte Kloake, nördlicher Seitenflügel, gemauerte quadratische Kloake, Mauerbogen zwischen Backsteinkloake und nördlicher Brandmauer - Fabrik- und Wohngebäude der zweiten Hälfte des 18. Jahrhunderts; dreigeschossig - Schutzgrund: geschichtlich, wissenschaftlich, städtebaulich, Kulturlandschaft prägend                                                                       | Fotos hochladen                         |
| 4116         | Königstraße 75 (53° 51′ 58″ N, 10° 41′ 14″ O)   | Wohn- und Geschäftshaus                                | Schutzumfang: Das gesamte Gebäude. - Wohn- und Geschäftshaus in Ecklage 1905/06 im Stil des Historismus erbaut. Aufgrund des bauzeitlichen Überlieferungsgrades und der Ablesbarkeit der unterschiedlichen Funktionsbereiche, die unter einem Dach gebündelt wurden sowie wegen der Einfügung in die Stadtstruktur als neues Element des 20. Jahrhunderts von besonderem (architektur)geschichtlichen und besonderem städtebaulichen Wert. Eckgebäude - Hüxstraße 22-24 - Schutzgrund: geschichtlich, städtebaulich          | BW                                      |
| 789          | Königstraße 79 (53° 51′ 58″ N, 10° 41′ 13″ O)   | Bürgerhaus                                             | Schutzumfang: Das Äußere des Gebäudes insbesondere die Fassade zur Königstraße - Bürgerhaus mit klassizistischer Fassade aus der Zeit um 1800 - Schutzgrund: geschichtlich, wissenschaftlich, städtebaulich, Kulturlandschaft prägend | weitere Fotos \| Fotos hochladen        |
| 790          | Königstraße 80 (53° 51′ 57″ N, 10° 41′ 11″ O)   | Kleines Traufenhaus                                    | Schutzumfang: Das Äußere des Gebäudes, insbesondere die Fassade zur Königstraße - Kleines Traufenhaus des 18. Jahrhunderts mit barockem Dachausbau - Schutzgrund: geschichtlich, wissenschaftlich, städtebaulich, Kulturlandschaft prägend | weitere Fotos \| Fotos hochladen        |
| 791 Wikidata | Königstraße 81 (53° 51′ 57″ N, 10° 41′ 13″ O)   | Bürgerhaus                                             | Schutzumfang: Der Gebäudekomplex in seiner Gesamtheit, Vorderhaus, Seitenflügel und Gartenhaus - Wolpmann’sches Haus; 1773 vollendetes Bürgerhaus mit reicher Rokokofassade und Diele in zwei Geschossen und Gartenhaus - Schutzgrund: geschichtlich, wissenschaftlich, technisch, Kulturlandschaft prägend | weitere Fotos \| Fotos hochladen        |
| 792          | Königstraße 82 (53° 51′ 57″ N, 10° 41′ 11″ O)   | Wohnhaus                                               | Schutzumfang: Das Äußere des Gebäudes - Wohnhaus des späten 18. Jahrhunderts mit zurückhaltend gegliederter klassizistischer Fassade - Schutzgrund: geschichtlich, wissenschaftlich, städtebaulich, Kulturlandschaft prägend | BW                                      |
| 793          | Königstraße 83 (53° 51′ 57″ N, 10° 41′ 13″ O)   | Bürgerhaus                                             | Schutzumfang: Der gesamte Gebäudekomplex, bestehend aus Vorderhaus, Seitenflügel und Quergebäude - Bürgerhaus mit Fassade des 18. Jahrhunderts - Schutzgrund: geschichtlich, wissenschaftlich, städtebaulich, Kulturlandschaft prägend | weitere Fotos \| Fotos hochladen        |
| 794          | Königstraße 85 (53° 51′ 57″ N, 10° 41′ 13″ O)   | Bürgerhaus                                             | Schutzumfang: Das gesamte Gebäude, bestehend aus Vorderhaus und Seitenflügel - Bürgerhaus mit klassizistischer Fassade aus der Zeit um 1800 - Schutzgrund: geschichtlich, wissenschaftlich, städtebaulich, Kulturlandschaft prägend | weitere Fotos \| Fotos hochladen        |
| 3951         | Königstraße 91 (53° 51′ 55″ N, 10° 41′ 12″ O)   | Wohn- und Geschäftshaus                                | Schutzumfang: Auf das Äußere des Gebäudes (Materialität, Straßenfassade, Kubatur, Dachform) - Wohn- und Geschäftshaus; erbaut um 1901/02 - Schutzgrund: geschichtlich, städtebaulich | BW                                      |
| 795          | Königstraße 93 (53° 51′ 55″ N, 10° 41′ 12″ O)   | Bürgerhaus                                             | Schutzumfang: Das gesamte Gebäude, bestehend aus Vorderhaus, Seitenflügel und Quergebäude - Bürgerhaus mit Renaissance-Treppengiebel; Seitenflügel um 1577 - Schutzgrund: geschichtlich, wissenschaftlich, städtebaulich, Kulturlandschaft prägend | weitere Fotos \| Fotos hochladen        |
| 796          | Königstraße 110 (53° 51′ 52″ N, 10° 41′ 11″ O)  | Bürgerhaus                                             | Schutzumfang: Das Äußere des Gebäudes sowie auf erhaltenswerte ältere Teile im Inneren - Kleines zweigeschossiges Bürgerhaus an der Ecke zur Aegidienstraße, wohl aus dem 17. Jahrhundert - Schutzgrund: geschichtlich, wissenschaftlich, städtebaulich, Kulturlandschaft prägend | weitere Fotos \| Fotos hochladen        |
| 797          | Königstraße 112 (53° 51′ 52″ N, 10° 41′ 11″ O)  | Backsteinhaus                                          | Schutzumfang: Das Äußere des Gebäudes, insbesondere die Giebelfront sowie erhaltenswerte ältere Teile im Inneren - Kleines Backsteinhaus mit gotischem Stufengiebel des 15. Jahrhunderts - Schutzgrund: geschichtlich, wissenschaftlich, städtebaulich, Kulturlandschaft prägend | weitere Fotos \| Fotos hochladen        |
| 798          | Königstraße 118 (53° 51′ 51″ N, 10° 41′ 11″ O)  | Kleinbürgerhaus                                        | Schutzumfang: Das gesamte Gebäude - Kleinbürgerhaus des frühen 19. Jahrhundert; dreigeschossig - Schutzgrund: geschichtlich, wissenschaftlich, städtebaulich, Kulturlandschaft prägend | weitere Fotos \| Fotos hochladen        |
| 1675         | Königstraße 124 (53° 51′ 50″ N, 10° 41′ 11″ O)  | Aktualisierung vorgesehen                              | Aktualisierung vorgesehen - Eckgebäude – Mühlenstraße 19 | BW                                      |

## Krähenstraße
| Objekt-ID | Lage                                                          | Offizielle Bezeichnung | Beschreibung | Bild                             |
| --------- | ------------------------------------------------------------- | ---------------------- | --- | -------------------------------- |
| 799       | Krähenstraße 14 (53° 51′ 51″ N, 10° 41′ 29″ O)                | Bürgerhaus             | Schutzumfang: Das Äußere des Gebäudes - Bürgerhaus mit klassizistischer Fassade aus der Zeit um 1800; Erdgeschoss neuzeitlich verändert - Schutzgrund: geschichtlich, wissenschaftlich, städtebaulich, Kulturlandschaft prägend                                             | weitere Fotos \| Fotos hochladen |
| 800       | Krähenstraße 16 (53° 51′ 51″ N, 10° 41′ 29″ O)                | Bürgerhaus             | Schutzumfang: Das Äußere des Gebäudes, insbesondere die Fassade zur Krähenstraße - Bürgerhaus mit Renaissance-Treppengiebel des 17. Jahrhunderts; Erdgeschoss neuzeitlich verändert - Schutzgrund: geschichtlich, wissenschaftlich, städtebaulich, Kulturlandschaft prägend | weitere Fotos \| Fotos hochladen |
| 801       | Krähenstraße 20 (53° 51′ 51″ N, 10° 41′ 31″ O)                | Zerrenthiens Armenhaus | Schutzumfang: Das Äußere des Gebäudes und erhaltenswerte ältere Teile im Inneren - Zerrenthiens Armenhaus, ehemaliges Vorderhaus der 1437 gegründeten Anlage - Schutzgrund: geschichtlich, wissenschaftlich, städtebaulich, Kulturlandschaft prägend                        | weitere Fotos \| Fotos hochladen |
|           | Krähenstraße 22, Vereinsstraße (53° 51′ 51″ N, 10° 41′ 31″ O) | Zerrenthiens Armenhaus | ehemalig - Trotz des Namens ein Lübecker Wohngang | weitere Fotos \| Fotos hochladen |

## Kupferschmiedestraße
| Objekt-ID | Lage                                                  | Offizielle Bezeichnung | Beschreibung | Bild |
| --------- | ----------------------------------------------------- | ---------------------- | --- | ---- |
| 1313      | Kupferschmiedestraße 4 (53° 52′ 14″ N, 10° 41′ 4″ O)  | Traufenhaus            | Schutzumfang: Das gesamte Gebäude - Traufenhaus als Teil einer Reihenhauszeile der Renaissance unter einem Dach (erhalten Nr. 2–4) mit prägender Überformung um 1800 - Schutzgrund: geschichtlich, wissenschaftlich, städtebaulich, Kulturlandschaft prägend    | BW   |
| 1765      | Kupferschmiedestraße 10 (53° 52′ 13″ N, 10° 41′ 4″ O) | Traufenhaus            | Schutzumfang: Das Äußere und erhaltenswerte Teile im Inneren; Reste der Glintmauern im Hof - im Kern zweigeschossiges Traufenhaus des 15. Jh. mit kurzem Seitenflügel und Hof - Schutzgrund: geschichtlich, städtebaulich                                       | BW   |
| 1314      | Kupferschmiedestraße 12 (53° 52′ 13″ N, 10° 41′ 4″ O) | Wohnhaus               | Schutzumfang: Das gesamte Gebäude - dreigeschossiges, dreiachsiges Wohnhaus von 1877/78 mit mittigem Eingang; spätklassizistische Putzfassade mit genutetem Erdgeschoss - Schutzgrund: geschichtlich, wissenschaftlich, städtebaulich, Kulturlandschaft prägend | BW   |

## Langer Lohberg
| Objekt-ID | Lage                                                           | Offizielle Bezeichnung | Beschreibung | Bild                             |
| --------- | -------------------------------------------------------------- | ---------------------- | --- | -------------------------------- |
| 802       | Langer Lohberg 3 (53° 52′ 16″ N, 10° 41′ 33″ O)                | Kleinhaus              | Schutzumfang: Das gesamte Gebäude - Traufenständiges Kleinhaus des späten 18. Jahrhundert, mit jeweils mittigem Zwercherker zu beiden Seiten - Schutzgrund: geschichtlich, wissenschaftlich, technisch, Kulturlandschaft prägend | weitere Fotos \| Fotos hochladen |
| 803       | Langer Lohberg 6–8 (53° 52′ 15″ N, 10° 41′ 31″ O)              | Marienschule           | Schutzumfang: Das gesamte Schulgebäude einschließlich zugehöriger Turnhalle - Schulgebüde 1880 als dominanter Solitärbau errichtet von Baudirektor Martiny; Die heutige Grundschule war die erste Schule, die vom Schulrat Georg Hermann Schröder reorganisiert und verstaatlicht worden war. Ihr achtklassiges System sollte reichsweit vorbildlich werden - Schutzgrund: geschichtlich, wissenschaftlich, städtebaulich, Kulturlandschaft prägend                                                      | weitere Fotos \| Fotos hochladen |
| 1366      | Langer Lohberg 15 (53° 52′ 15″ N, 10° 41′ 33″ O)               | Traufenhaus            | Schutzumfang: Das gesamte Gebäude bestehend aus Vorderhaus und Seitenflügel sowie die südliche Grundstücksbegrenzung (Glintmauer) - Traufenhaus mit Seitenflügel und Hof (Grundstück nach Osten durch Anlage der Steinstraße 1891 verkürzt, südliche Hofseite begrenzt durch spätmittelalterliche Glintmauer) - Schutzgrund: geschichtlich, wissenschaftlich, technisch, Kulturlandschaft prägend | BW                               |
| 804       | Langer Lohberg 20 (53° 52′ 13″ N, 10° 41′ 32″ O)               | Backsteingiebelhaus    | Schutzumfang: Das gesamte Gebäude einschließlich schutzwürdiger Teile im Inneren - Zweigeschossiges Renaissance-Backsteingiebelhaus aus der ersten Hälfte des 17. Jahrhunderts mit verputzter Fassade - Schutzgrund: geschichtlich, wissenschaftlich, städtebaulich, Kulturlandschaft prägend | weitere Fotos \| Fotos hochladen |
| 805       | Langer Lohberg 21/Spönken Hof 1 (53° 52′ 15″ N, 10° 41′ 34″ O) | Kleines Ganghaus       | Schutzumfang: Das Äußere des Gebäudes - Kleines Ganghaus im Spönkenhof; Bestandteil der einheitlichen zwei geschossigen Bebauung des Ganges aus dem 18./19. Jahrhundert - Schutzgrund: geschichtlich, wissenschaftlich, städtebaulich, Kulturlandschaft prägend | BW                               |
| 806       | Langer Lohberg 21/Spönken Hof 2 (53° 52′ 15″ N, 10° 41′ 34″ O) | Kleines Ganghaus       | Schutzumfang: Das Äußere des Gebäudes - Kleines Ganghaus im Spönkenhof; Bestandteil der einheitlichen zwei geschossigen Bebauung des Ganges aus dem 18./19. Jahrhundert - Schutzgrund: geschichtlich, wissenschaftlich, städtebaulich, Kulturlandschaft prägend | BW                               |
| 807       | Langer Lohberg 21/Spönken Hof 3 (53° 52′ 15″ N, 10° 41′ 34″ O) | Kleines Ganghaus       | Schutzumfang: Das Äußere des Gebäudes - Kleines Ganghaus im Spönkenhof; Bestandteil der einheitlichen zweigeschossigen Bebauung des Ganges aus dem 18./19. Jahrhundert - Schutzgrund: geschichtlich, wissenschaftlich, städtebaulich, Kulturlandschaft prägend | BW                               |
| 808       | Langer Lohberg 21/Spönken Hof 4 (53° 52′ 15″ N, 10° 41′ 35″ O) | Kleines Ganghaus       | Schutzumfang: Das Äußere des Gebäudes - Kleines Ganghaus im Spönkenhof; Bestandteil der einheitlichen zweigeschossigen Bebauung des Ganges aus dem 18./19. Jahrhundert - Schutzgrund: geschichtlich, wissenschaftlich, städtebaulich, Kulturlandschaft prägend | BW                               |
| 809       | Langer Lohberg 21/Spönken Hof 5 (53° 52′ 15″ N, 10° 41′ 35″ O) | Kleines Ganghaus       | Schutzumfang: Das Äußere des Gebäudes - Kleines Ganghaus im Spönkenhof; Bestandteil der einheitlichen zweigeschossigen Bebauung des Ganges aus dem 18./19. Jahrhundert - Schutzgrund: geschichtlich, wissenschaftlich, städtebaulich, Kulturlandschaft prägend | BW                               |
| 810       | Langer Lohberg 21/Spönken Hof 6 (53° 52′ 14″ N, 10° 41′ 35″ O) | Kleines Ganghaus       | Schutzumfang: Das Äußere des Gebäudes - Kleines Ganghaus im Spönkenhof; Bestandteil der einheitlichen zweigeschossigen Bebauung des Ganges aus dem 18./19. Jahrhundert - Schutzgrund: geschichtlich, wissenschaftlich, städtebaulich, Kulturlandschaft prägend | BW                               |
| 811       | Langer Lohberg 21/Spönken Hof 7 (53° 52′ 14″ N, 10° 41′ 34″ O) | Kleines Ganghaus       | Schutzumfang: Das Äußere des Gebäudes - Kleines Ganghaus im Spönkenhof; Bestandteil der einheitlichen zweigeschossigen Bebauung des Ganges aus dem 18./19. Jahrhundert - Schutzgrund: geschichtlich, wissenschaftlich, städtebaulich, Kulturlandschaft prägend | BW                               |
| 812       | Langer Lohberg 21/Spönken Hof 8 (53° 52′ 14″ N, 10° 41′ 34″ O) | Kleines Ganghaus       | Schutzumfang: Das Äußere des Gebäudes - Kleines Ganghaus im Spönkenhof; Bestandteil der einheitlichen zweigeschossigen Bebauung des Ganges aus dem 18./19. Jh. - Schutzgrund: geschichtlich, wissenschaftlich, städtebaulich, Kulturlandschaft prägend | BW                               |
| 813       | Langer Lohberg 21/Spönken Hof 9 (53° 52′ 14″ N, 10° 41′ 34″ O) | Kleines Ganghaus       | Schutzumfang: Das Äußere des Gebäudes - Kleines Ganghaus im Spönkenhof; Bestandteil der einheitlichen zweigeschossigen Bebauung des Ganges aus dem 18./19. Jahrhundert - Schutzgrund: geschichtlich, wissenschaftlich, städtebaulich, Kulturlandschaft prägend | BW                               |
| 3182      | Langer Lohberg 23 (53° 52′ 14″ N, 10° 41′ 33″ O)               | Wohnhaus               | Schutzumfang: Das gesamte Gebäude mit rückwärtig angefügtem Seitenflügel - Dreigeschossig, dreiachsig, giebelständig in Ost-Westrichtung, ursprünglich zweigeschossiges Giebelhaus - Schutzgrund: geschichtlich, wissenschaftlich, städtebaulich, Kulturlandschaft prägend | BW                               |
| 814       | Langer Lohberg 24 (53° 52′ 13″ N, 10° 41′ 29″ O)               | Berend-Schröder-Schule | Schutzumfang: Das gesamte Schulgebäude einschlich Turnhalle - Dreigeschossiges, achtachsiges Schulgebäude mit hofseitigem kurzem Flügelanbau; anschließend eingeschossige Turnhalle mit Mansarddach - Schutzgrund: geschichtlich, wissenschaftlich, städtebaulich, Kulturlandschaft prägend | BW                               |
| 815       | Langer Lohberg 27, 29, 31 (53° 52′ 13″ N, 10° 41′ 34″ O)       | Traufenhaus            | Schutzumfang: Die gesamte Reihenhausanlage, wobei beim Haus Nr. 27 die zur Straße gelegene Aufstockung des 19. Jahrhunderts ausgenommen ist und beim Haus Nr. 29 der Denkmalschutz auf das Äußere des Gebäudes (Mauerwerk und Holzkonstruktion) begrenzt wird - Traufenhäuser des 16. Jahrhunderts unter einem Satteldach; zweigeschossig mit asymmetrischer Fensteraufteilung in geschlossener Reihenhausanlage - Schutzgrund: geschichtlich, wissenschaftlich, städtebaulich, Kulturlandschaft prägend | weitere Fotos \| Fotos hochladen |
| 816       | Langer Lohberg 38, 40 (53° 52′ 12″ N, 10° 41′ 33″ O)           | Bürgerhaus             | Schutzumfang: Das Äußere, insbesondere die Fassade zum Langen Lohberg - Gruppe zweier einander gleich gestalteter Bürgerhäuser mit Renaissance-Treppengiebel des frühen 17. Jahrhunderts - Schutzgrund: geschichtlich, wissenschaftlich, städtebaulich, Kulturlandschaft prägend | weitere Fotos \| Fotos hochladen |
| 817       | Langer Lohberg 41 (53° 52′ 12″ N, 10° 41′ 34″ O)               | Gerber- bzw. Brauhaus  | Schutzumfang: Das Umfassungsmauerwerk des Vorderhauses und gesamter Seitenflügel - Brandmauern und Giebelpartien eines mittelalterlichen Gerber- bzw. Brauhauses, mit Seitenflügel des 15./17. Jahrhunderts - Schutzgrund: geschichtlich, wissenschaftlich, städtebaulich, Kulturlandschaft prägend | BW                               |
| 818       | Langer Lohberg 42–44 (53° 52′ 12″ N, 10° 41′ 33″ O)            | Bürgerhaus             | Schutzumfang: Das Äußere des Gebäudes - Schmales Bürgerhaus mit einfachem Renaissance-Treppengiebel; 16. Jahrhundert - Schutzgrund: geschichtlich, wissenschaftlich, städtebaulich, Kulturlandschaft prägend | weitere Fotos \| Fotos hochladen |
| 819       | Langer Lohberg 43 (53° 52′ 11″ N, 10° 41′ 34″ O)               | Ehem. Brauhaus         | Schutzumfang: Das Äußere des Gebäudes insbesondere die erhaltene Mönch- und Nonnedachdeckung des Haupthauses und alle Bauteile der Zeit vor 1850 - Ehemaliges Brauhaus des 17. Jahrhunderts mit erhaltenem Dachwerk und Rückgiebel, dazu Brandmauern des 14. Jahrhunderts und Seitenflügel des 16. Jahrhunderts; Vorderhaus im späten 19. Jahrhundert - Schutzgrund: geschichtlich, wissenschaftlich, städtebaulich, Kulturlandschaft prägend                                                            | Fotos hochladen                  |
| 820       | Langer Lohberg 46 (53° 52′ 11″ N, 10° 41′ 33″ O)               | Bürgerhaus             | Schutzumfang: Das Äußere des Gebäudes und das Portal - Bürgerhaus des 16. Jahrhunderts mit einfachem Renaissance-Treppengiebel; Portal mit Rokoko-Haustür mit Oberlicht (18. Jahrhundert) - Schutzgrund: geschichtlich, wissenschaftlich, städtebaulich, Kulturlandschaft prägend | weitere Fotos \| Fotos hochladen |
| 821       | Langer Lohberg 47 (53° 52′ 11″ N, 10° 41′ 34″ O)               | Bürgerhaus             | Schutzumfang: Das gesamte Gebäude - Bürgerhaus aus dem 16. Jahrhundert mit Renaissance-Treppengiebel; Portal mit einfacher Profilierung, klassizistische Haustür mit Oberlicht aus der Zeit um 1800 - Schutzgrund: geschichtlich, wissenschaftlich, städtebaulich, Kulturlandschaft prägend | weitere Fotos \| Fotos hochladen |
| 822       | Langer Lohberg 49 (53° 52′ 10″ N, 10° 41′ 34″ O)               | Bürgerhaus             | Schutzumfang: Das gesamte Gebäude - Bürgerhaus mit breitem Renaissance-Treppengiebel des 17. Jahrhunderts (verputzt); Untergeschoss neuzeitlich verändert - Schutzgrund: geschichtlich, wissenschaftlich, städtebaulich, Kulturlandschaft prägend | weitere Fotos \| Fotos hochladen |
| 823       | Langer Lohberg 51 (53° 52′ 10″ N, 10° 41′ 34″ O)               | Traufenhaus            | Schutzumfang: Das Äußere des Gebäudes sowie die Treppenanlage im Inneren - zweigeschossiges Traufenhaus mit schlichter klassizistischer Putzfassade aus der Zeit um 1800 - Schutzgrund: geschichtlich, wissenschaftlich, städtebaulich, Kulturlandschaft prägend | Fotos hochladen                  |
| 824       | Langer Lohberg 53 (53° 52′ 10″ N, 10° 41′ 34″ O)               | Kleines Traufenhaus    | Schutzumfang: Das Äußere des Gebäudes sowie erhaltenswerte ältere Teile im Inneren - Kleines zweigeschossiges Traufenhaus mit schlichter klassizistischer Putzfassade und flachem dreieckig abgeschlossenen Zwerchgiebel in der Mittelachse - Schutzgrund: geschichtlich, wissenschaftlich, städtebaulich, Kulturlandschaft prägend | weitere Fotos \| Fotos hochladen |
| 825       | Langer Lohberg 61 (53° 52′ 9″ N, 10° 41′ 34″ O)                | Kleines Traufenhaus    | Schutzumfang: Das Äußere des Gebäudes sowie erhaltenswerte ältere Teile im Inneren (Treppenanlage) - Kleines Traufenhaus mit zweigeschossiger klassizistischer Putzfassade und Zwerchgiebel mit flachem gestuftem Attikaschluss in der Mittelachse - Schutzgrund: geschichtlich, wissenschaftlich, städtebaulich, Kulturlandschaft prägend | weitere Fotos \| Fotos hochladen |

## Lichte Querstraße
Im Marien Quartier.
| Objekt-ID | Lage                                                | Offizielle Bezeichnung | Beschreibung | Bild |
| --------- | --------------------------------------------------- | ---------------------- | --- | ---- |
| 826       | Lichte Querstraße 12 (53° 51′ 45″ N, 10° 40′ 55″ O) | Wohnhaus               | Schutzumfang: Das gesamte Gebäude - Zweigeschossiges giebelständiges Wohnhaus mit abgetreppter Attika; im Kern spätmittelalterlich - Schutzgrund: geschichtlich, wissenschaftlich, städtebaulich, Kulturlandschaft prägend                                                                             | BW   |
| 1755      | Lichte Querstraße 22 (53° 51′ 44″ N, 10° 40′ 55″ O) | Traufenhaus            | Schutzumfang: Das Äußere und das konstruktive Gerüst im Inneren - Zweigeschossiges, zweiachsiges Traufenhaus um 1600 mit Zwerchhaus des 19. Jahrhunderts - Schutzgrund: geschichtlich, städtebaulich, wissenschaftlich                                                                                 | BW   |
| 1756      | Lichte Querstraße 24 (53° 51′ 44″ N, 10° 40′ 55″ O) | Traufenhaus            | Schutzumfang: Das Äußere des Gebäudes und das konstruktive Gerüst im Inneren - Zweigeschossiges, zweiachsiges Traufenhaus um 1600 mit Zwerchhaus und spätklassizistischer Haustür des 19. Jahrhunderts. - Schutzgrund: geschichtlich, wissenschaftlich, künstlerisch, städtebaulich                    | BW   |
| 1683      | Lichte Querstraße 26 (53° 51′ 44″ N, 10° 40′ 55″ O) | Traufenhaus            | Schutzumfang: Das Äußere des Gebäudes und das konstruktive Gerüst im Inneren - Zweigeschossiges, zweiachsiges Traufenhaus um 1600 mit Zwerchhaus des 19. Jahrhunderts; unter einem Dach mit den Nachbarhäusern (Nr. 22–28) - Schutzgrund: geschichtlich, wissenschaftlich, künstlerisch, städtebaulich | BW   |
| 1684      | Lichte Querstraße 28 (53° 51′ 44″ N, 10° 40′ 55″ O) | Traufenhaus            | Schutzumfang: Das Äußere des Gebäudes und das konstruktive Gerüst im Inneren - Zweigeschossiges, zweiachsiges Traufenhaus um 1600 mit Zwerchhaus des 19. Jahrhunderts; unter einem Dach mit den Nachbarhäusern (Nr. 22–28) - Schutzgrund: geschichtlich, wissenschaftlich, künstlerisch, städtebaulich | BW   |